# Gabriel von Max

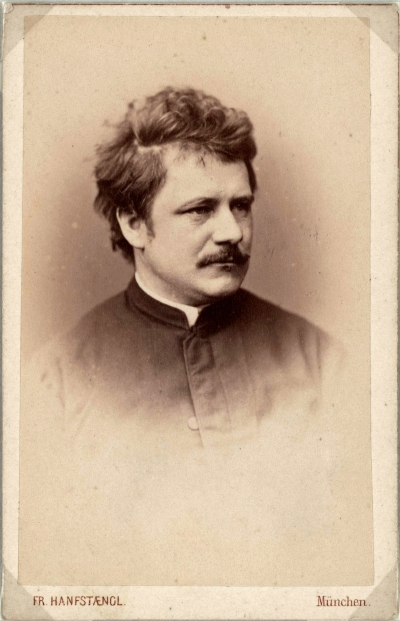
Gabriel von Max

Gabriel Cornelius Ritter von Max (* 23. August 1840 in Prag, Kaisertum Österreich; † 24. November 1915 in München; bis 1900 Gabriel Cornelius Max) war ein deutscher Maler, Professor für Historienmalerei an der Königlichen Akademie der Bildenden Künste und naturkundlicher Sammler. Seine Sammlung umfasste zwischen 60.000 und 80.000 Objekte und gliederte sich in die Bereiche Zoologie, Anthropologie, Ethnologie und Prähistorie. Sie wird heute in den Reiss-Engelhorn-Museen in Mannheim ausgestellt.
Von Max hatte eine akademische Ausbildung und gehörte der Münchner Schule an. Von modernen Kunstströmungen blieb er stilistisch unbeeinflusst. Seine Motive waren von hoher Emotionalität und sprachen den Geschmack des zeitgenössischen Publikums an. Er malte leidende Frauen  (Märtyrerin am Kreuz) und religiöse Sujets (Christuskopf auf dem Schweisstuch der Hl. Veronika), die später in Okkultismus und Spiritismus umschlugen (Die ekstatische Jungfrau, Die Seherin von Prevorst). Sein naturwissenschaftliches Interesse manifestierte sich auch in seinen Bildern (Der Anatom). Besonders bekannt sind seine Affenbilder (Affen als Kunstrichter, Affe vor Skelett). Er hielt selbst Affen, die er als Modell benutzte und erforschte. Obgleich von Max zu seinen Lebzeiten sehr populär und erfolgreich war, lebte er zurückgezogen. Nach seinem Tod geriet er in Vergessenheit.

## Leben

### Familie und Ausbildung

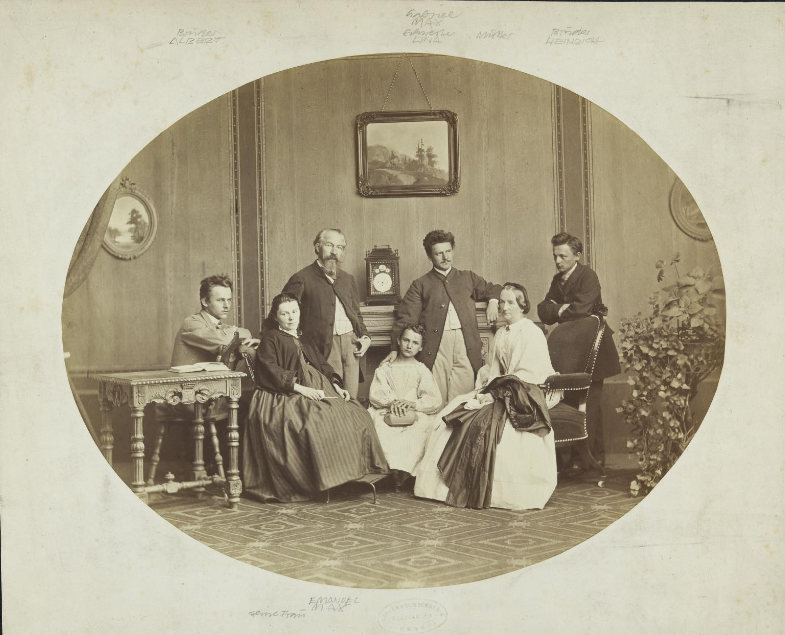
Von links nach rechts: Bruder Albrecht, Onkel Emanuel mit Frau, Schwester Caroline, Gabriel, Mutter Anna, Bruder Heinrich (um 1870), Deutsches Kunstarchiv beim Germanischen Nationalmuseum in Nürnberg

Gabriel Max entstammte einer böhmischen Künstlerfamilie, die bis in die Mitte des 17. Jahrhunderts zurückreichte. Frühere Vorfahren waren Kunsttischler und Orgelgehäusebauer. Max’ Urgroßvater Anton Max (1734–1808) war der erste akademisch ausgebildete Bildhauer der Familie, ein Beruf, in dem ihm sein Sohn Joseph Franz Max (1765–1838) und die Enkel Joseph Calanza Max (1804–1855), Gabriels Vater, und Emanuel Max (1810–1901), der nach dem Tod von Gabriels Vater dessen Vormundschaft übernahm, nachfolgten. Gabriels Mutter Anna, geborene Schuhmann (gest. 1872), war ebenfalls die Tochter eines Bildhauers. Gabriel wuchs mit vier Geschwistern auf, eine weitere Schwester war früh verstorben. Der Bruder Heinrich Max (Jindřich) wurde auch Maler. Durch die Heirat seiner Geschwister war Max mit den Malern Rudolf Müller, Luise Max-Ehrler und Gyula Benczúr verschwägert.
Die erste künstlerische Ausbildung erhielt Gabriel durch seinen Vater. Mit 15 Jahren begann er ein dreijähriges Studium an der Kunstakademie Prag und wurde Schüler von Eduard von Engerth. 1858 wechselte er an die Akademie der bildenden Künste Wien, wo Karl von Blaas, Karl Mayer, Christian Ruben und Carl Wurzinger seine Lehrer waren. Wie zuvor in Prag hatte er Schwierigkeiten, sich in den akademischen Lehrbetrieb einzufinden. 1861 wurde ihm das Stipendium entzogen, und er kehrte vorerst nach Prag zurück. 1863 ging er nach München an die Königlichen Akademie der Bildenden Künste, wo er in die rennommierte Klasse von Carl Theodor von Piloty aufgenommen wurde. Mit Hans Makart teilte er sich ein Atelier. Weitere Studienfreunde waren Eduard Kurzbauer, Franz von Defregger und Gyula Benczúr. Noch während seiner Akademiezeit hatte Max mit dem 1865 entstandenen Bild Märtyrerin am Kreuz einen ersten großen Erfolg. Mit Kollegen fuhr er 1867 zur Pariser Weltausstellung, auf der das Bild ausgestellt war. Im Jahr 1869 wurde Max, der sich an der Akademie gut eingelebt hatte, mit allen älteren Schülern Pilotys entlassen. Er eröffnete sein erstes eigenes Atelier.

### Naturkundliche Sammlung und Affen

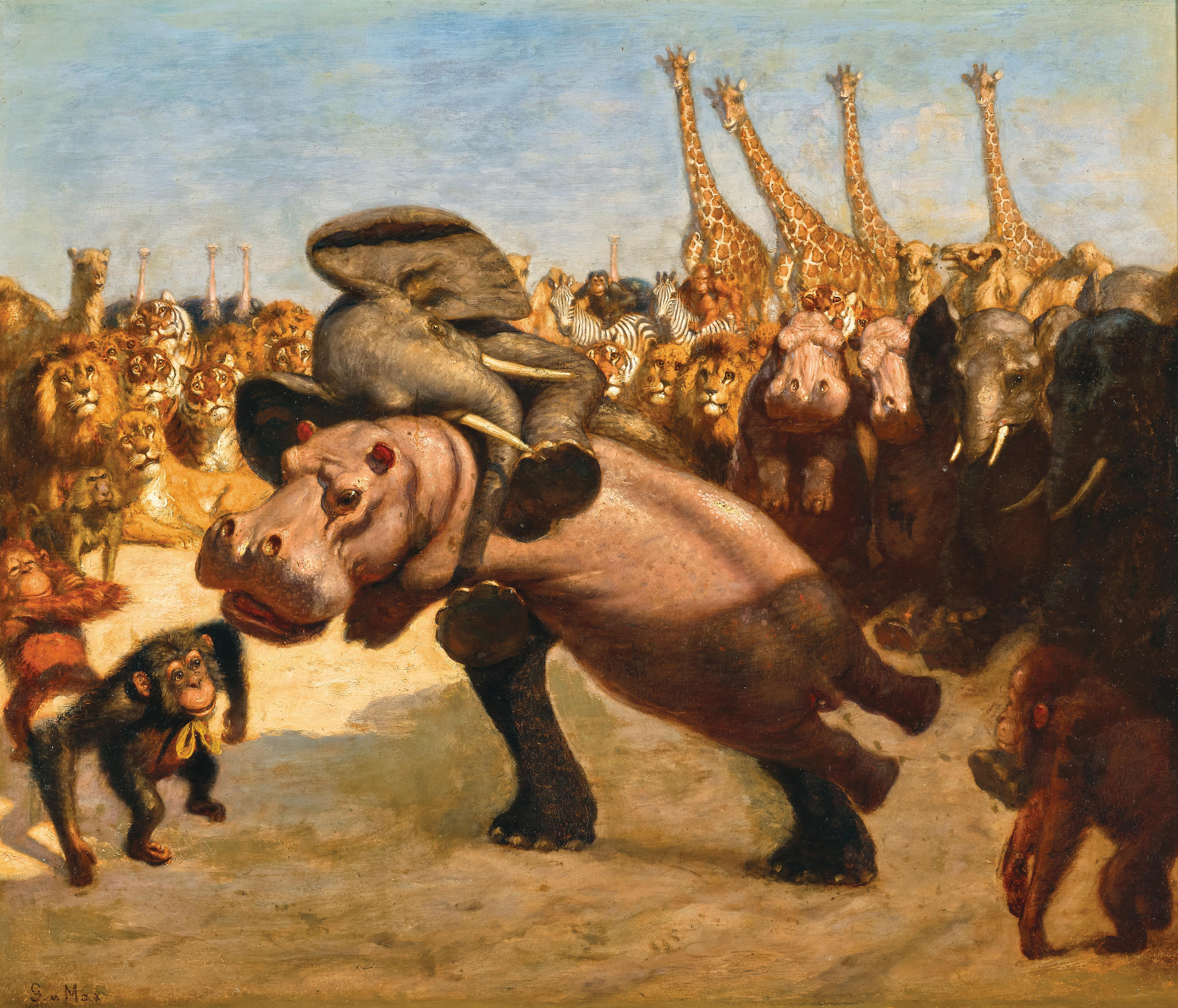
Kampf zwischen Elefant und Flusspferd (unbekannt), Öl auf Holz, 52 × 62 cm, Privatbesitz

Schon in seiner Jugend entwickelte Max Interesse für Naturwissenschaften und begann eigene Fundstücke zu sammeln. Die Parisreise und der Besuch dortiger Museen verstärkte seine Sammelleidenschaft, die er im Folgenden auf die Frage nach dem Ursprung des Menschen konzentrierte. Er las Jean-Baptiste de Lamarck, Charles Darwin, Thomas Henry Huxley, Rudolf Virchow, Carl Vogt und Ernst Haeckel. In den 1870er Jahren besuchte er viele naturwissenschaftliche Museen und zoologische Gärten und baute Kontakte zu Sammlern und Forschern auf. Seine eigene Sammlung umfasste die Gebiete der Anthropologie, Zoologie, Ethnologie und Prähistorie.
Im Jahr 1869 erwarb Max den ersten lebenden Affen, einen Makako, dem sich bald weitere Tiere anschlossen. Schließlich beherbergte er in einem Gartenhaus in der Schwanthalerstraße bis zu vierzehn Tiere, die jedoch trotz sorgfältiger Pflege das Münchner Klima häufig nicht vertrugen und starben. Max zeichnete und fotografierte die Tiere und sezierte sie nach ihrem Tod. Im Jahr 1871 malte er das erste Affengemälde, dem sich zahlreiche weitere anschlossen. Nach der Heirat seiner Schwester Caroline, die sich vorrangig um die Affen gekümmert hatte, gab er 1873 die Haltung einer großen Herde auf, hielt jedoch weiterhin einzelne Affen wie auch Hunde, Meerschweinchen und Papageien.

### Ehe, Professur und Status

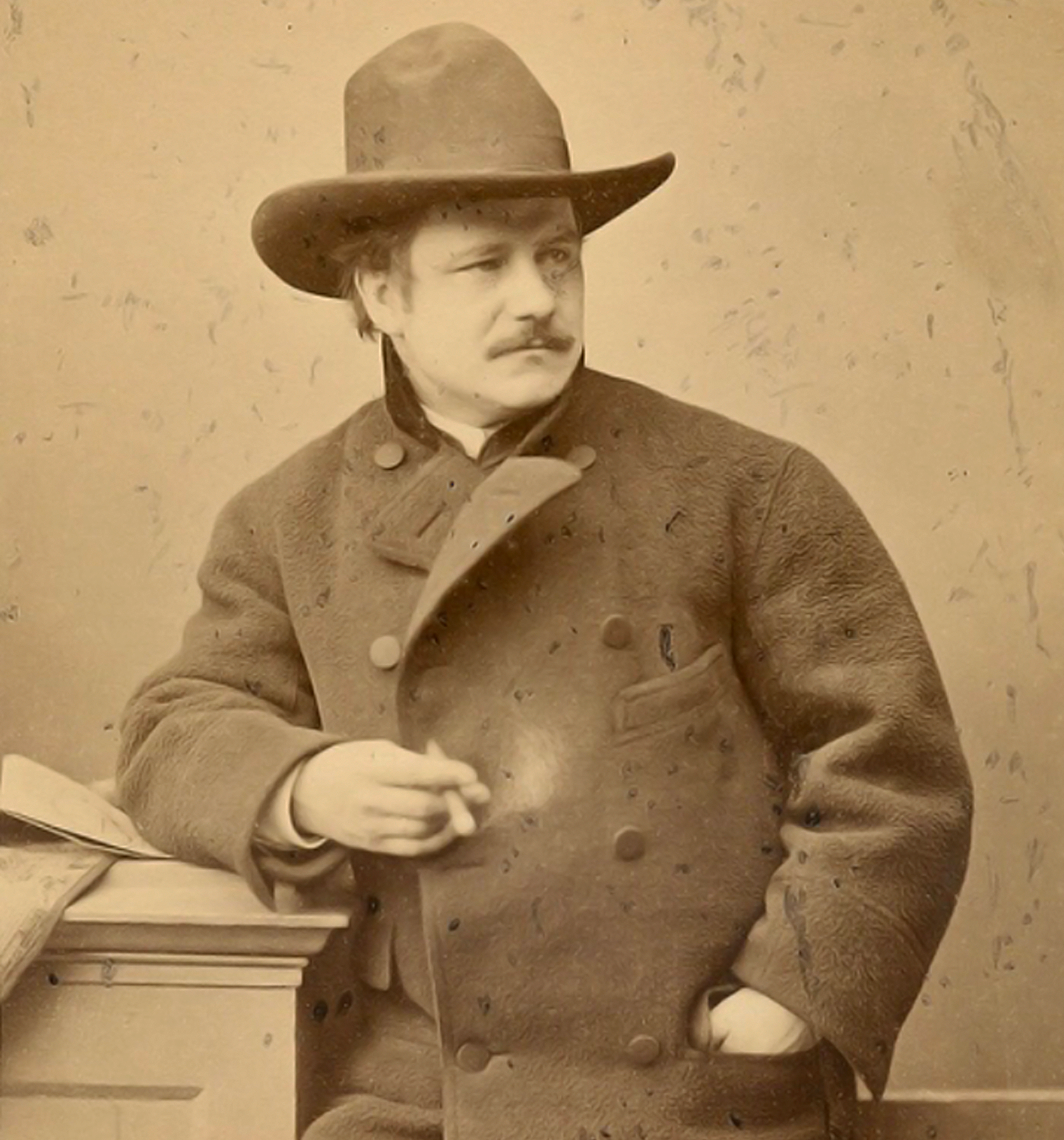
Gabriel Max auf einer Fotografie (um 1880)

Am 24. Mai 1873 heiratete Max in Traunstein die Münchnerin Emma Kitzing (1840–1929), die er 1864 kennengelernt hatte. Sie gebar ihm eine Tochter, Ludmilla (1874–1961), und zwei Söhne, die späteren Maler Cornelius Georg (1875–1924) und Columbus Josef (1877–1970). 1873 erwarb er in der heutigen Paul-Heyse-Straße ein Grundstück und ließ sich von seinem Schwippschwager, dem Architekten Bela Benzcur, eine großzügige Stadtvilla mit dahinterliegendem Atelierbau errichten. Die Sommermonate verbrachte die Familie in einer Villa in Münsing am Starnberger See (siehe den Abschnitt Max-Villen). 1878 wurde Max zum Professor für Historienmalerei an der Münchner Akademie berufen, doch legte er das Amt bereits 1883 nieder, weil es zu viel Zeit kostete. Zu seinen Schülern an der Akademie oder als Privatlehrer gehörten Georg Jakobides, Carl von Marr, Moritz Röbbecke, Carl Johann Becker-Gundahl, Emanuel Krescenc Liška, Karel Vítězslav Mašek, Jakub Schikaneder, Oskar Rex, Harada Naojirō, Cäcilie Graf-Pfaff und Thérèse Schwartze.
Nach seinen frühen Erfolgen hatte Max eine führende Stellung unter den Münchner Künstlern erreicht. Seine Bilder wurden geschätzt, auf bedeutenden Ausstellungen gezeigt und an wichtige Sammlungen verkauft. Er erhielt zahlreiche Ehrungen und Preise. Zu Beginn seiner Karriere orientierte er sich am Habitus der Münchner „Künstlerfürsten“ Lenbach und Makart. Auch sein repräsentatives Haus stellt ihn in deren Reihe. Doch wurde er von Zeitgenossen nicht mit diesem Titel bedacht. Im Unterschied zu anderen Künstlern lebte er sehr zurückgezogen und scheute die Öffentlichkeit. Auch malte er kaum Porträts einflussreicher Persönlichkeiten. Sein Auftritt und seine Kleidung waren bescheiden. Die Schriftstellerin Tony Schumacher beschrieb 1885: „Gabriel Max ist ein ziemlich kleiner, untersetzter Mann, hat kurz geschnittene Haare, ein dunkles Schnurrbärtchen, einfache Kleidung, etwas eckige Manieren und macht den Eindruck eines schlichten Bürgermanns […], dessen Haupteindruck ein so unendlich bescheidener ist.“

### Spiritismus und Naturwissenschaft

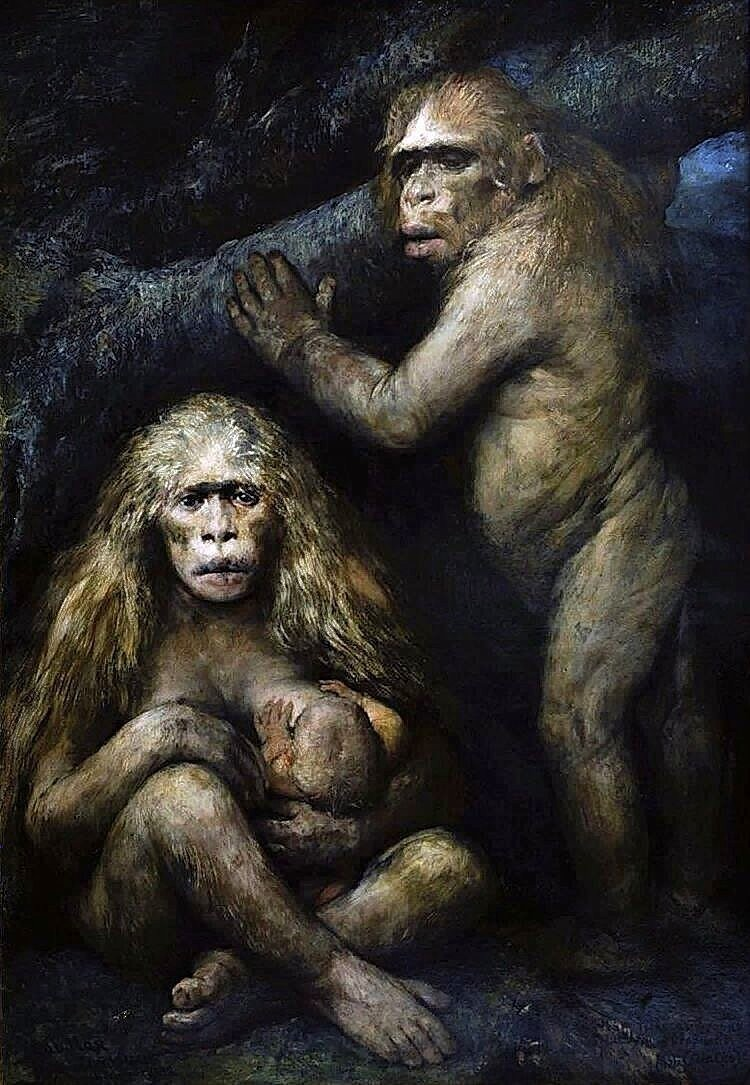
Pithecanthropus alalus (1894), Öl auf Leinwand, 99 × 68,5 cm, Ernst-Haeckel-Haus Jena

Max hatte ein Leben lang besonderes Interesse an Parawissenschaften. Darin sah er keinen Widerspruch zu seinem gleichzeitigen Interesse an Naturwissenschaften, sondern begründete: „Die Frage aller Fragen, welchen jeden zur Welt Geborenen mehr interessieren muß als alle anderen ist die: woher der Mensch kommt, wohin er geht etc. ‚Woher er kommt‘ muß die Naturwissenschaft beantworten, ‚wohin er geht‘ muß der Spiritismus beantworten, also mußte ich mich mit diesen zwei ‚Wissenschaften‘ vertraut machen. Daß ich es ehrlich that, zeigt mein großes anthropologisches Museum und mein übler Ruf als Spiritist.“ Der Schriftsteller Hanns von Gumppenberg nannte Max den „ersten Künstler von Bedeutung, welcher in Deutschland spiritistische Vorwürfe zu behandeln wagte.“
Ende der 1870er Jahre lernte Max zwei führende Vertreter der so genannten „transzedentalen Psychologie“ kennen, Carl du Prel und Albert von Schrenck-Notzing, der sein Nachbar in Ammerland war. Mit dem Astronom und Spiritisten Karl Friedrich Zöllner führte er einen Briefwechsel. Er nahm an mehreren spiritistischen Sitzungen teil, die sich zu dieser Zeit einer wachsenden Beliebtheit erfreuten, und richtete selbst welche mit dem Medium William Eglinton aus. 1884 trat er der Loge Germania der Theosophischen Gesellschaft um Helena Blavatsky bei. Deren zweite Versammlung fand in seiner Villa am Starnberger See statt. Nach Betrugsvorwürfen gegen Blavatsky trat auch Max wieder aus der Loge aus, die bald darauf aufgelöst wurde. Aus dem Kreis der Mitglieder gründete sich 1886 die Psychologische Gesellschaft um du Prel und Schrenck-Notzing, der auch Max beitrat. Nach Richtungsstreitigkeiten folgte Max du Prel in die abgespaltene Gesellschaft für wissenschaftliche Psychologie, die den Spiritismus auf wissenschaftliche Grundlagen stellen wollte. Max war Zweiter Vorsitzender und später Ehrenmitglied der Gesellschaft.
Im Verlauf der 1880er Jahre gab Max seine künstlerische Berufung mehr und mehr auf und malte hauptsächlich zum Gelderwerb. Neben dem standesgemäßen Lebensstil brauchte vor allem seine wissenschaftliche Sammlung einen Großteil der Honorare auf. Im Jahr 1892 öffnete Max seine Sammlung erstmals für Interessierte. Im selben Jahr begegnete er Ernst Haeckel, den er schon lange bewunderte. Es entspann sich ein reger Briefwechsel. Zu Haeckels 60. Geburtstag schuf Max 1894 das Gemälde Pithecanthropus alalus, eine bildnerische Annäherung an den Java-Menschen. Das Gemälde wurde stark diskutiert und war Grundlage der Verleihung der Ehrendoktorwürde der Friedrich-Schiller-Universität Jena an Max. Mit seinem wissenschaftlichen Anspruch nimmt es eine Sonderstellung in seinem Werk mit den oft überzeichneten und karikierenden Affenbildern ein. Die Beziehung zu Haeckel zeigt laut Karin Althaus, dass der „Amateur“ Max in der naturwissenschaftlichen Fachwelt durchaus respektiert wurde. Allerdings hat er zu seiner Sammlung niemals wissenschaftlich publiziert, was einer der Gründe ist, weswegen er bis heute in erster Linie als Künstler und nicht als Naturforscher anerkannt wird.

### Zweite Ehe, späte Jahre

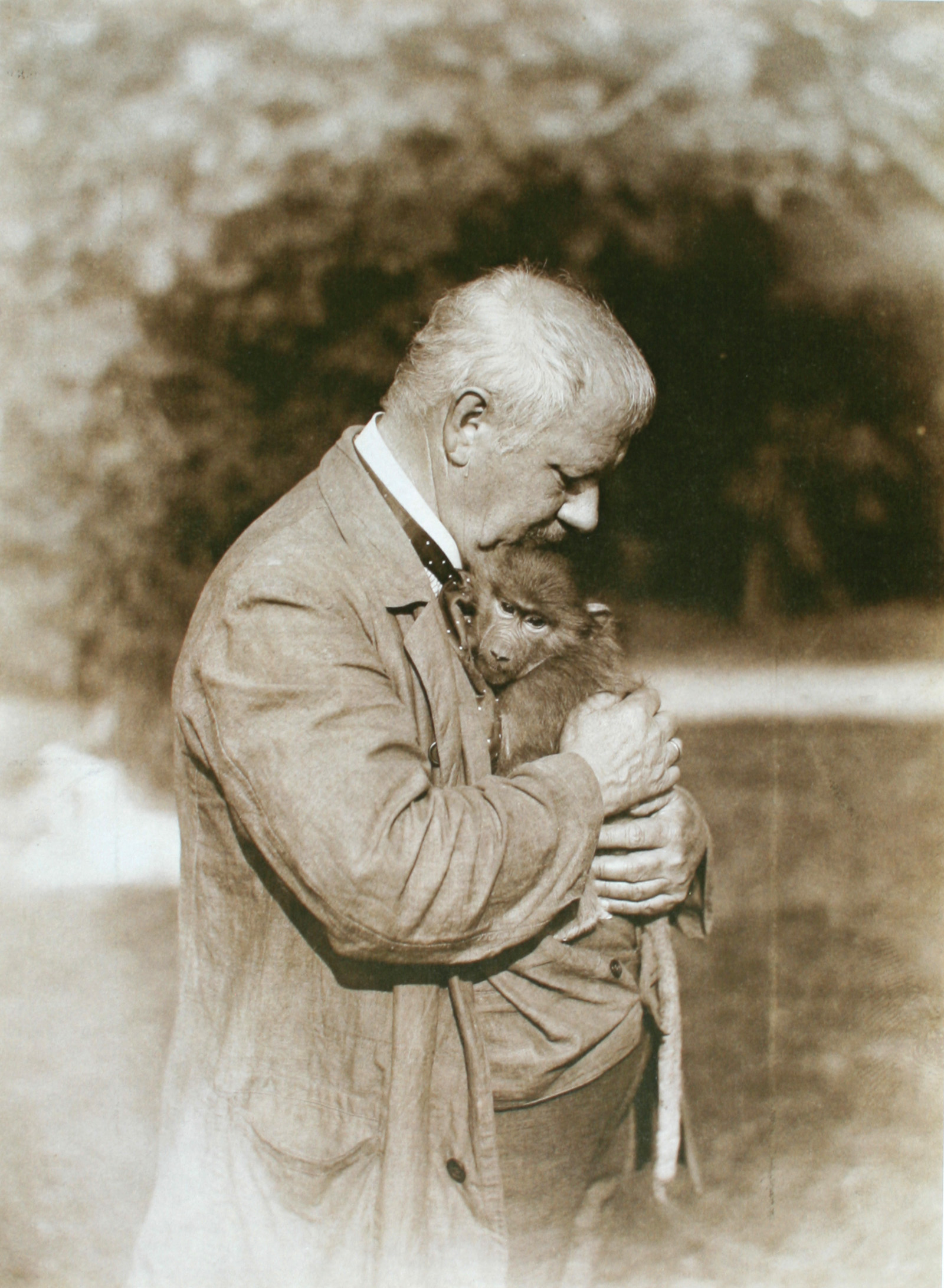
Gabriel von Max mit jungem Pavian (1902)

Vermutlich im Jahr 1885 lernte Max Ernestine Harlander (1863–1938) kennen, deren Familie den Sommer in Ambach, dem Nachbarort von Ammerland verlebte. Obwohl sich zwischen beiden eine Beziehung entwickelte, in deren Rahmen sie auch für diverse Bilder Modell stand, blieb Max verheiratet, bis seine Frau der Scheidung zustimmte, die am 8. Februar 1893 vollzogen wurde. Am 26. Juni desselben Jahres heirateten Max und Harlander. Er behielt sein Atelier und seine Sammlungen, überließ seiner Frau und den Kindern das Vorderhaus. Im selben Jahr erwarb er eine neue Villa in Ambach.
Zu seinem 60. Geburtstag wurde Max im Jahr 1900 in den Adelsstand erhoben. Er trug nun den Namen Gabriel Cornelius Ritter von Max. Um den zurückgezogen lebenden Maler rankten sich Legenden wie Franz Hermann Meißner beschrieb: „Der Nimbus absonderlicher, phantastischer, mit dem Verstand oft nur schwer begreifbarer Eigenart hing von jeher um die Künstlergestalt von Gabriel Max. In der Öffentlichkeit als berühmter Mann begehrt, aber nie sichtbar, unzugänglich, von Angesicht kaum bekannt, forderte er mit seiner seltsam-fremdartigen poetisch-packenden Kunst seit Langem die Legendenbildung heraus.“ Mit dem Aufkommen moderner Kunstströmungen wie dem Impressionismus galt Max’ unveränderter Stil zunehmend als veraltet. Er malte noch immer Affenbilder und Mädchenköpfe, um seine Sammlung zu finanzieren. Doch sein Name geriet mehr und mehr in Vergessenheit.
Während Max sich weiterhin für die wissenschaftlichen Entdeckungen der Zeit, etwa die Röntgenstrahlung oder das Element Radium, interessierte und selbst experimentierte, zeigen die Schriften ab 1900 eine zunehmende Verbitterung. Sie sind durchzogen von misogynen, antikatholischen oder antisemitischen Tiraden und thematisieren Geldsorgen und Todessehnsucht. Späte Fotografien zeigen ihn häufig mit Tieren; namentlich bekannt sind der Hund Fips, der 1908 starb, und der 1915 verstorbene Kapuzineraffe Paly. Die Einberufung seiner Söhne in den Ersten Weltkrieg belastete den Kriegsgegner Max schwer. Beide überlebten den Krieg, doch Corneille litt an einer Vergiftung durch Giftgas, an deren Spätfolgen er 1924 verstarb.
Im Alter von 75 Jahren starb Gabriel von Max am 24. November 1915 in München. Die Grabstätte befindet sich auf dem Alten Südlichen Friedhof in München (Gräberfeld 23, Reihe 1, Platz 20). Der schriftliche Nachlass wird im Deutschen Kunstarchiv beim Germanischen Nationalmuseum in Nürnberg aufbewahrt.

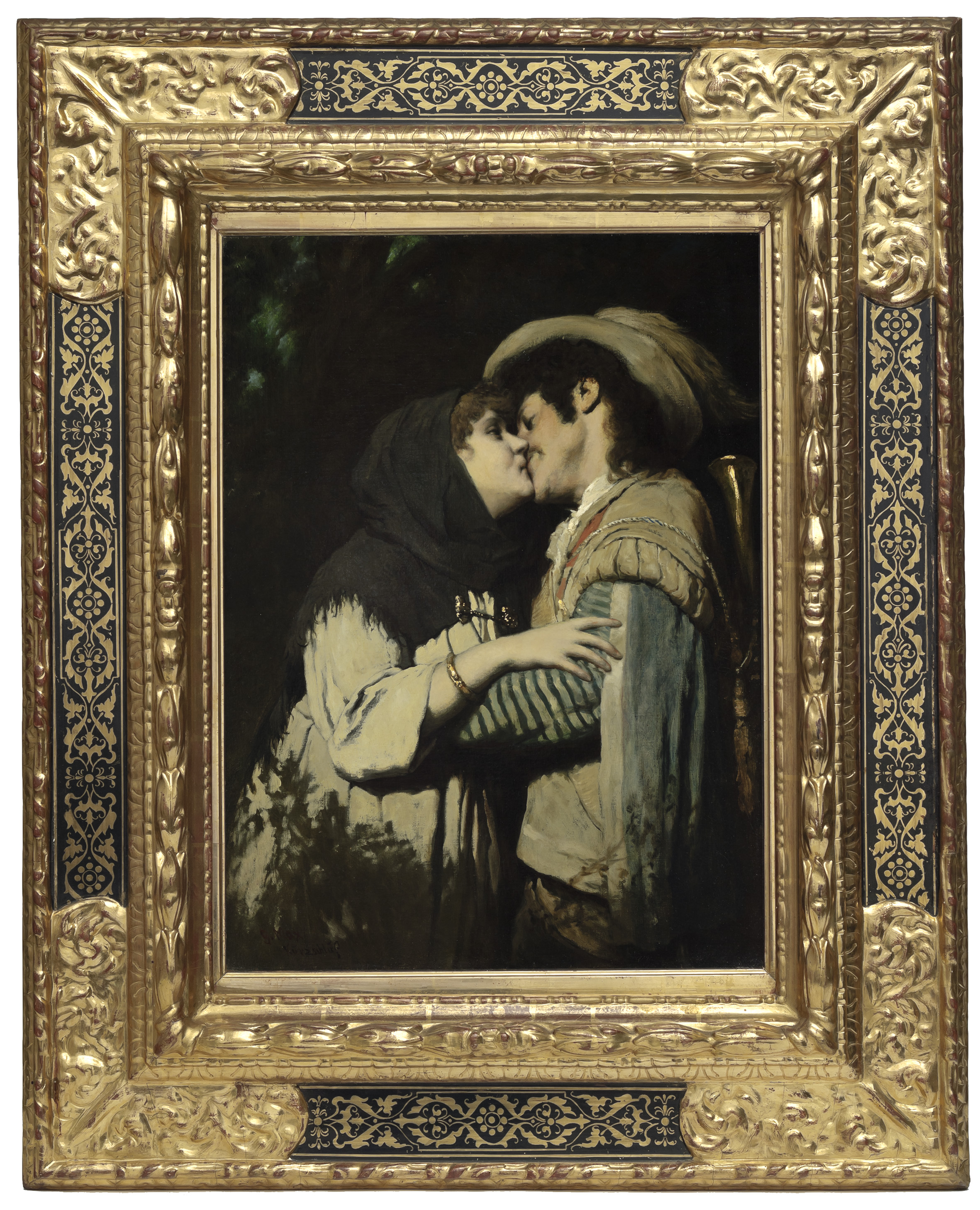
Kurzschluss (um 1890, Selbstbildnis mit Ernestine Harlander), Öl auf Leinwand, 58 × 42 cm, Privatbesitz
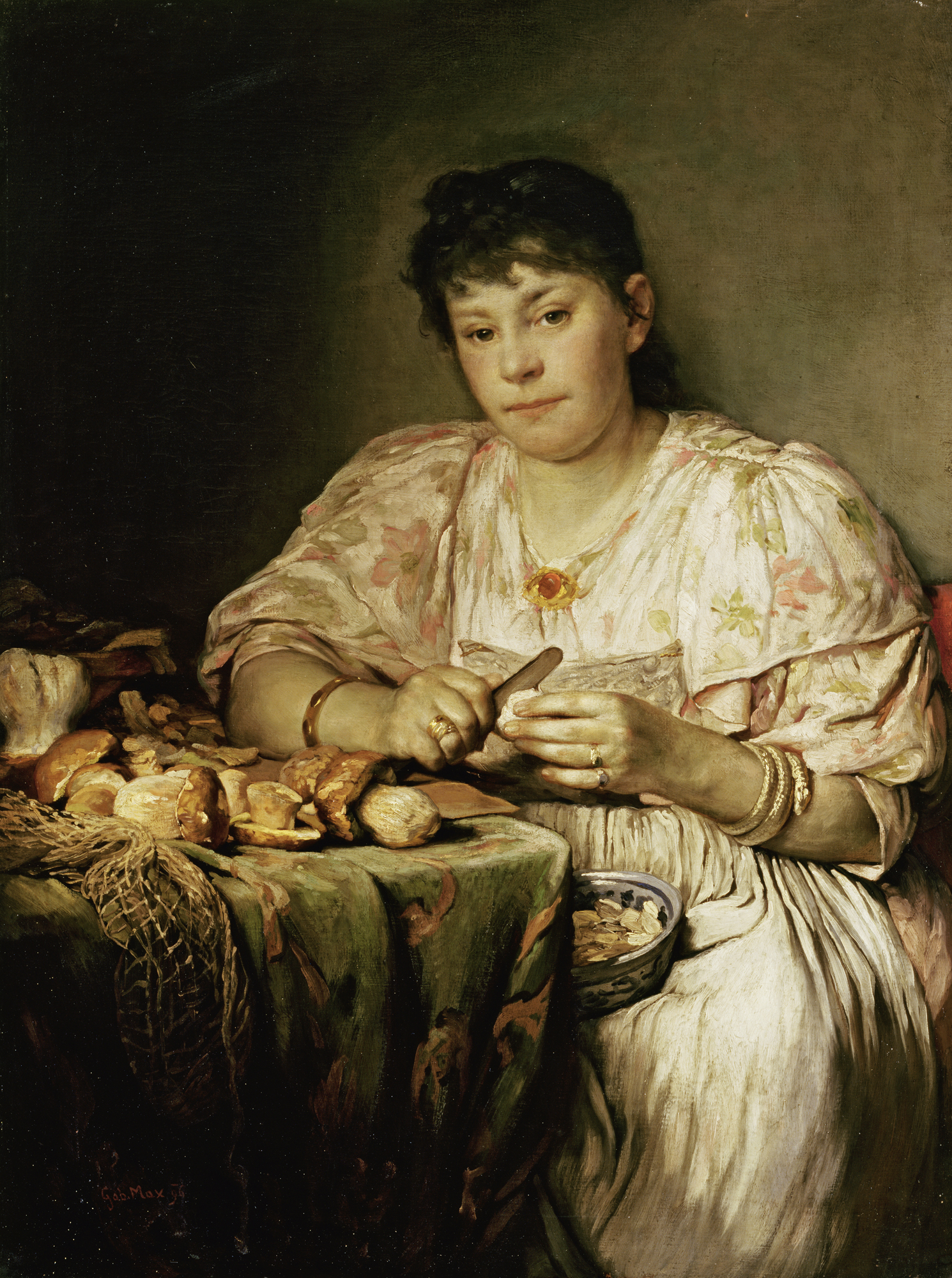
Ernestine von Max, die Frau des Künstlers, Pilze schälend (1896), Öl auf Leinwand, 99 × 75 cm, Städtische Galerie im Lenbachhaus München
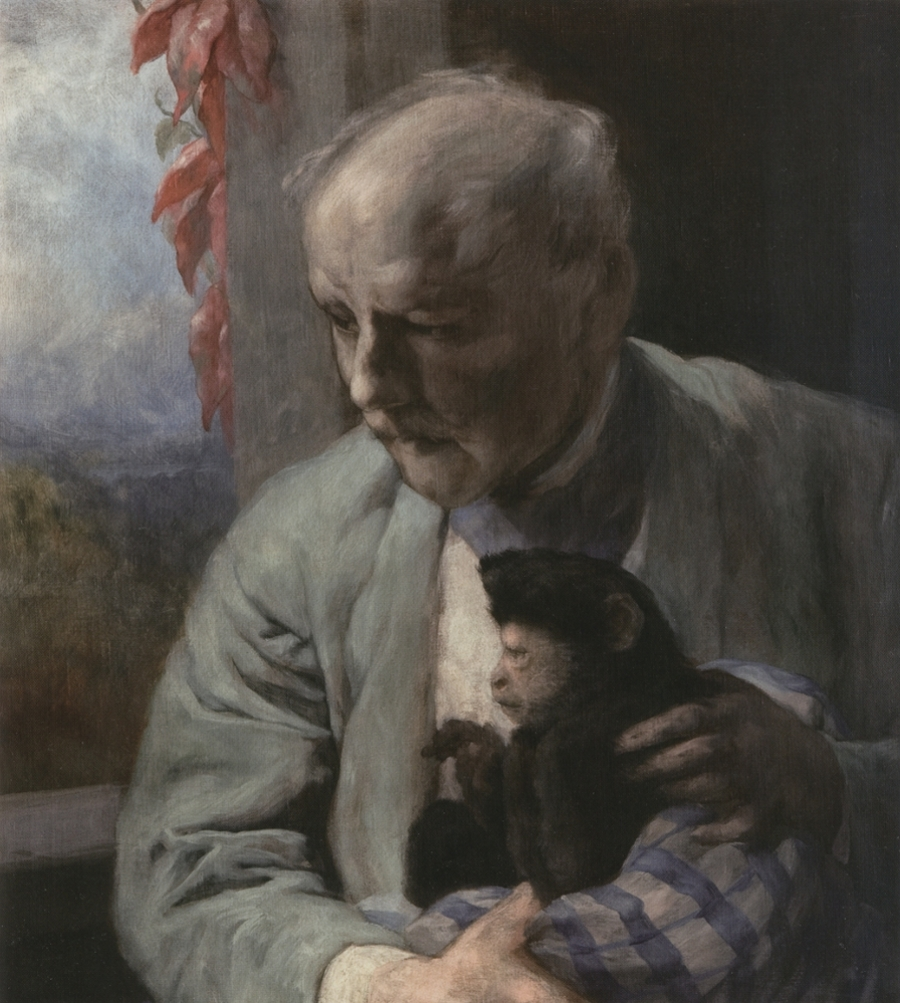
Selbstbildnis mit Affe (1910), Öl auf Leinwand, 81 × 74 cm, Reiss-Engelhorn-Museum Mannheim
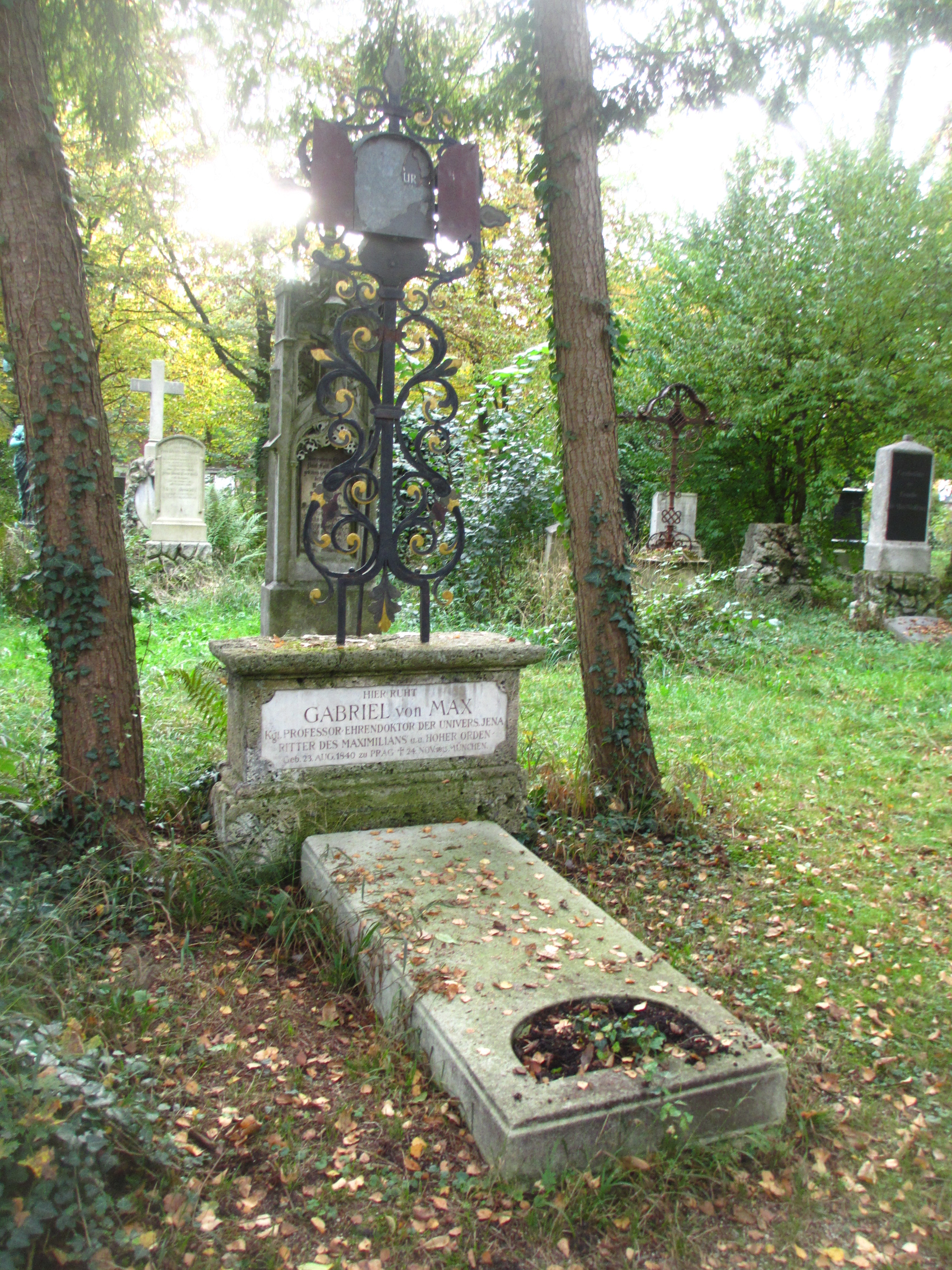
Grab auf dem Alten Südlichen Friedhof in München

## Max-Villen

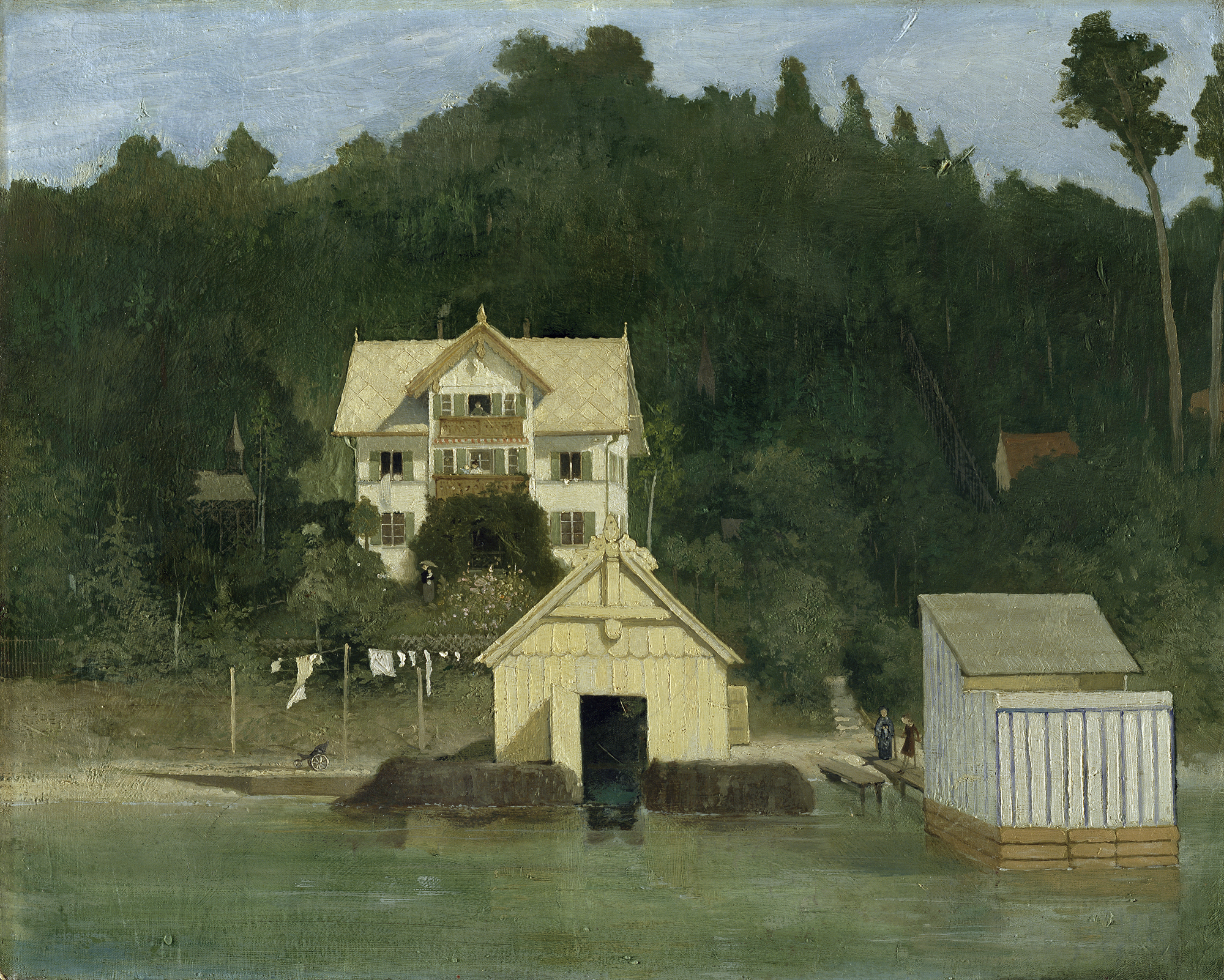
Das Wohnhaus des Künstlers in Ammerland (nach 1875), Öl auf Leinwand, 42 × 51,5 cm, Städtische Galerie im Lenbachhaus München

In Münsing am Starnberger See gibt es zwei Künstlervillen von Gabriel von Max. Die Villa Max im Ortsteil Ammerland kaufte er 1875 und lebte dort mit seiner Familie in den Sommermonaten bis zu seiner Scheidung im Jahr 1893. Die zweite Villa Max in Ambach erwarb er 1893 nach der Heirat mit Ernestine Harlander. Er ließ das Haus zur Künstlervilla umgestalten. Dort verbrachte er bis etwa 1900 die Sommermonate, danach lebte er dort die meiste Zeit bis zu seinem Tod 1915. Beide Gebäude sind denkmalgeschützt.

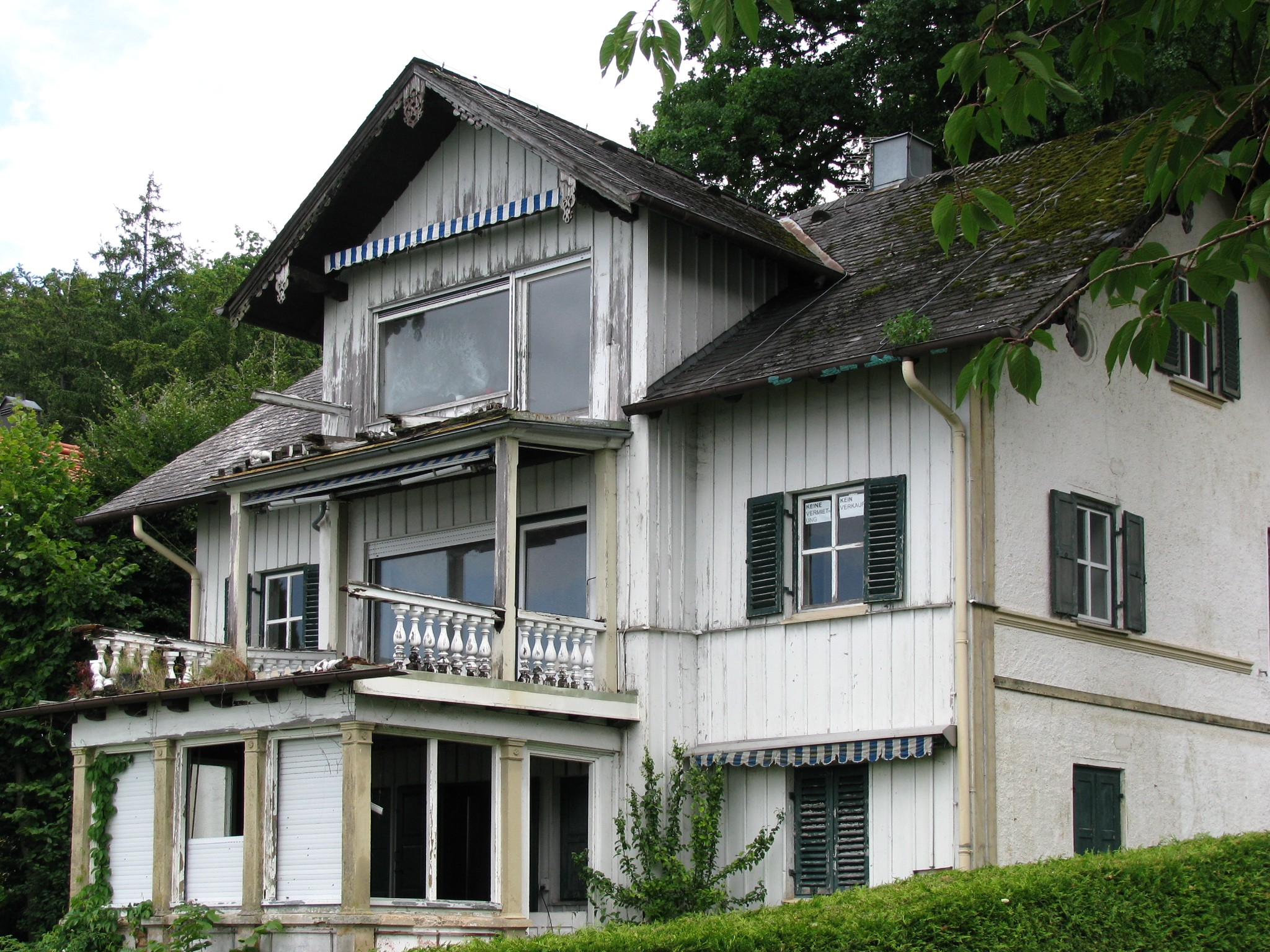
Villa Max in Ammerland
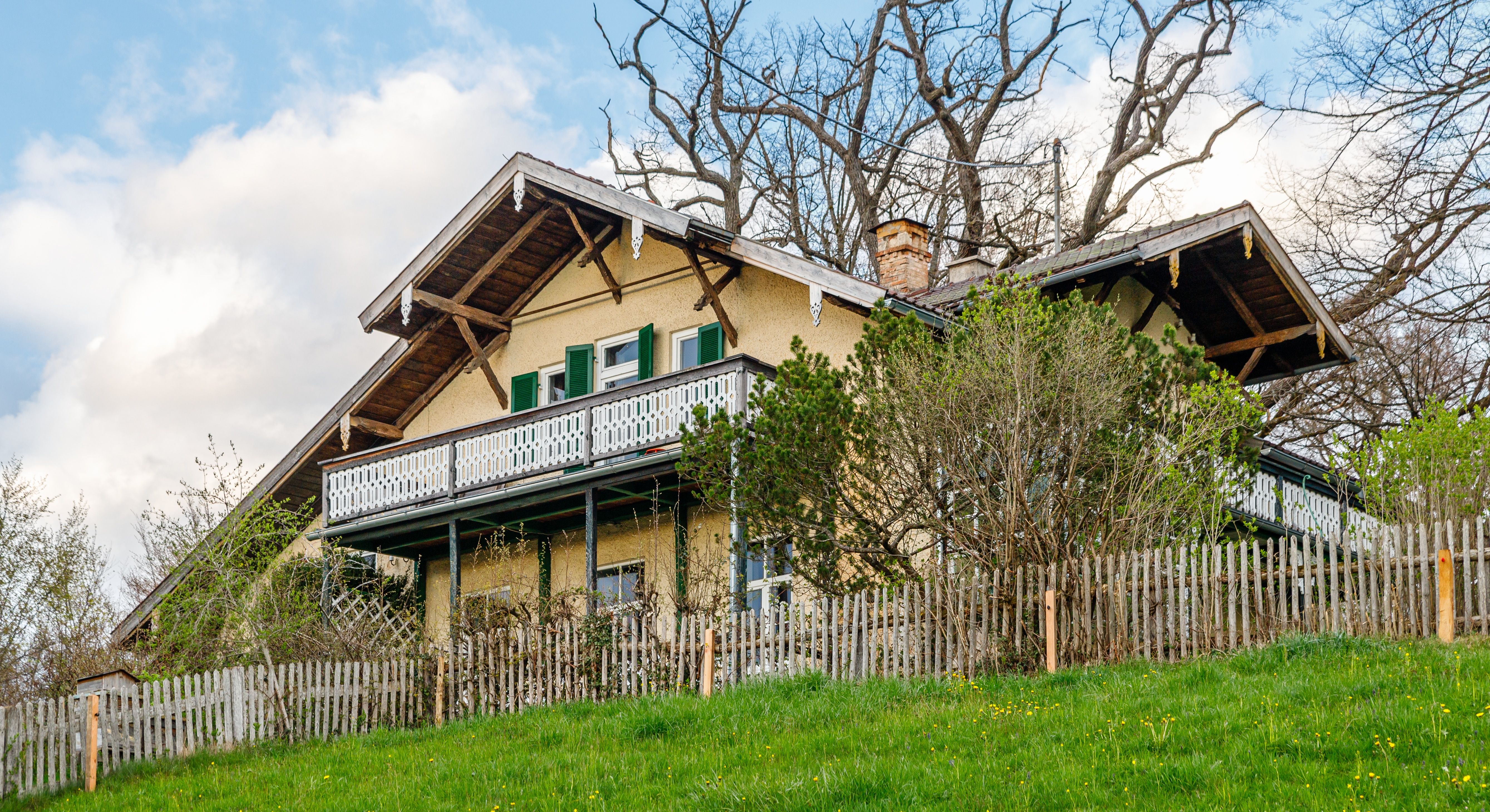
Villa Max in Ambach

## Künstlerisches Werk

### Einordnung

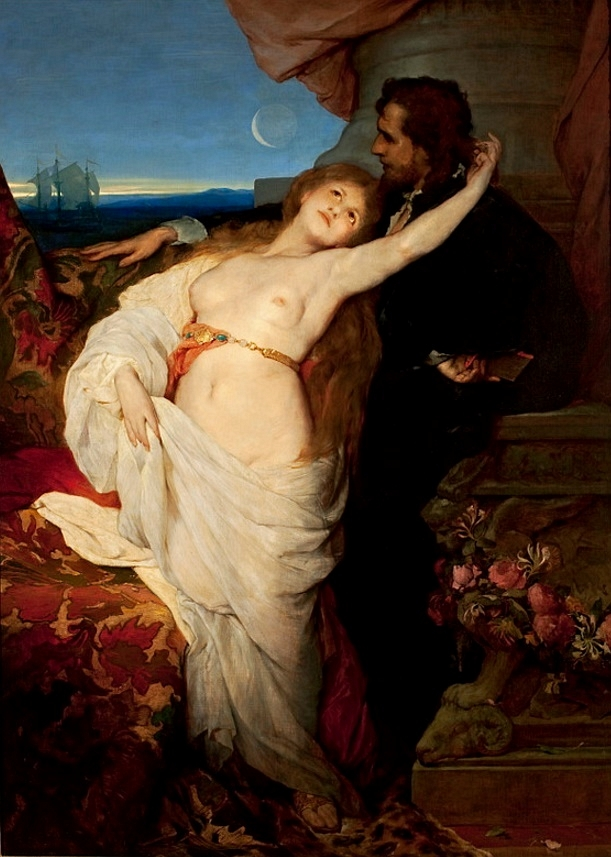
Tannhäuser (etwa 1878), Öl auf Leinwand, 194 × 139 cm, Nationalmuseum Warschau

Gabriel von Max lässt sich der Münchner Schule zurechnen, allerdings gilt er als „eine der eigenwilligsten Künstlerpersönlichkeiten“ dieser Malerschule der akademischen Kunst, die ihr Zentrum in der Akademie der Bildenden Künste München hatte. Laut Einordnung von Birgit Jooss war er das „Paradebeispiel eines Akademiekünstlers“. Er entstammte einer Künstlerfamilie, die bis ins 17. Jahrhundert zurückreichte, studierte an der Kunstakademie Prag, der Wiener Akademie und schließlich der Münchner Akademie, wo er in die Klasse für Historienmalerei bei Carl Theodor von Piloty aufgenommen wurde und bald als einer der bedeutendsten Piloty-Schüler galt. Den Höhepunkt seine Karriere erreichte er 1878 mit seiner eigenen Berufung zum Professor für Historienmalerei in München. Die Erneuerung der Malerei in den folgenden Jahren, ausgehend vom Impressionismus in Frankreich und neuen avantgardistischen Künstlergruppen machte er allerdings nicht mit, auch wenn er Mitglied der Münchener Secession wurde. Statt dessen gab er zu dieser Zeit seine künstlerische Berufung weitgehend auf und malte nur noch zum Broterwerb. In seiner Wiederholung von Motiven und Formsprache galt er zunehmend als veraltet.
Zu den Hochzeiten seines Erfolges galt von Max als „Sensationsmaler“. Bis ungefähr 1890 fanden die meisten seiner Bilder eine große öffentliche Aufmerksamkeit, sie wurden in Galerien, großen nationalen oder internationalen Kunstschauen sowie Weltausstellungen gezeigt. Er hatte gleichermaßen auf dem Kunstmarkt, bei der Kunstkritik und beim Publikum Erfolg. Seine Bilder wurden häufig reproduziert und brachten ihm einen erheblichen Wohlstand ein. Ab den 1880er Jahren produzierte er zunehmend für den Gelderwerb. Er sprach von den kleineren Arbeiten, die direkt an Verkaufsgalerien gingen, abschätzig als „Brettl“ oder „Brettchen“ und unterschied in seinem Werk genau zwischen bedeutenden, „ernst gemeinten Bildern“ und unwichtigen für den Lebensunterhalt. An großen Bildern wie Die Seherin von Prevorst arbeitete er noch immer mehrere Jahre und er gab sie nicht leichtfertig in den Verkauf. Selbstkritisch urteilte er: „Ich klage mich an sehr viel für den Kunsthandel geschaffen zu haben, welcher dem hohlen dekorativen Geschmack des Publikums huldigt. Es geschah, um die kostspieligen Studien zu decken“.
Laut Harald Siebenmorgen verwandelte von Max die Historienmalerei „in eine psychologische und spirituelle Ideenmalerei“, mit der er zu einem Vorläufer des Symbolismus wurde. Von Max’ Bilder zeichnet laut Karin Althaus aus, dass sie eine hohe künstlerische Virtuosität mit neuen Bildfindungen von hoher Emotionalität verbinden, denen auch „ein Hauch von Erotik, Morbidität oder Geheimnis“ innewohnt: „Max meisterte in solchen Bildern die Gratwanderung, Augenlust, Nervenkitzel, Unterhaltung oder Schauer mit philosophischem oder spirituellem Gehalt auf eine Art zu verbinden, die seinem Publikum nicht das Gefühl gab, vor einem reinen Schaustück zu stehen.“ Häufig zeigen seine Bilder tragische Frauenfiguren. Mit der Kombination von Unschuld und Tragik, Schönheit und Gewalt traf er den Nerv des zeitgenössischen Publikums. Max wurde sogar die Erfindung eines neuen Kunststils zugeschrieben, der „Seelenmalerei“. Laut Agathon Klemt basiert von Max’ Zauber auf der „Unmittelbarkeit des seelischen Ausdrucks“ und einer „Farbharmonie“, die beim Betrachter eine Stimmung erwecke. Gerade diese emotional aufgeladene Kunst wurde im wechselnden Zeitgeschmack ab den 1890er Jahren allerdings unmodern, als wie Richard Muther formulierte „weniger Pose, Parade und Theater, mehr Ungezwungenheit, Wahrheit und Stille“ gefordert wurde.

### Themen und Motive

#### Märtyrerinnen

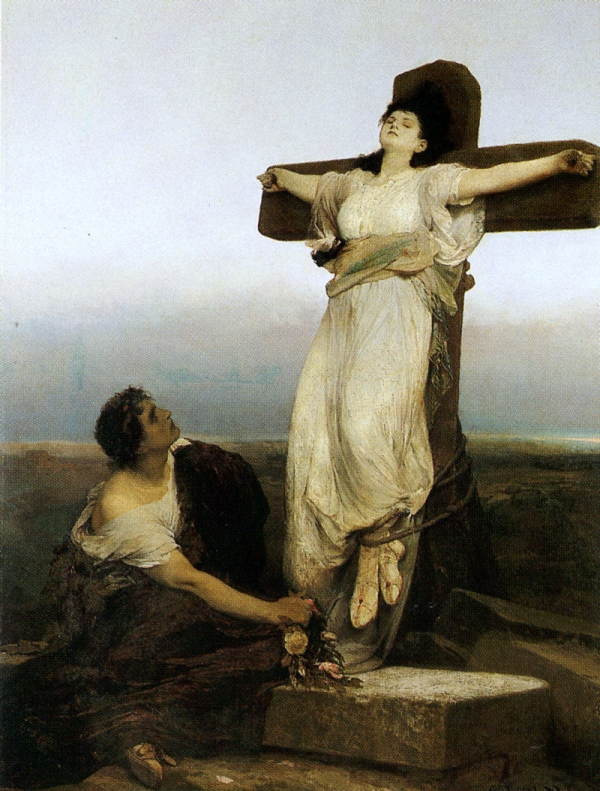
Märtyrerin am Kreuz (Hl. Julia) (1865), Öl auf Leinwand, 180 × 135 cm, Nationalgalerie Prag

Das Bild Märtyrerin am Kreuz, das von Max 1965 als Meisterschüler von Piloty an der Münchner Akademie malte, wurde sein erster großer Erfolg. Die Präsentation im Münchner Kunstverein 1867 war eine Sensation, die das Publikum in Scharen anzog. Das auf Julia von Korsika bezogene Motiv hatte neben seinem religiösen Gehalt auch eine unverkennbar erotische Ausstrahlung. Insbesondere Frauen konnten sich mit der abgebildeten Märtyrerin identifizieren und zeigten sich von dem Bild stark ergriffen.
Bereits 1964 hatte von Max mit dem Bild Martyrium der heiligen Ludmilla, einer Darstellung Ludmilla von Böhmens, der böhmischen Schutzheiligen, das Thema der Märtyrerin aufgegriffen. Nach dem großen Erfolg der Märtyrerin am Kreuz kehrte er auch später wiederholt zu dem Thema zurück. In Licht! sitzt eine geblendete Christin in den Katakomben des alten Roms und verteilt Öllampen. Letzter Gruß (siehe den Abschnitt Rezeption) und Vor der Arena sind Darstellungen frühchristlicher Märtyrerinnen auf dem Weg zur oder in der Löwengrube.
Ein Leiden anderer Art, nämlich an der Langeweile der Kontemplation im Kloster, zeigt das Gemälde Die Nonne im Klostergarten. Die negative Darstellung des traditionell positiv besetzten Sujets der in Andacht versunkenen Nonne ist ungewöhnlich, greift aber einen religions- und kleruskritischen Zeitgeist zur Entstehungszeit des Bildes auf und korrespondiert auch mit von Max’ eigenen schriftlichen Äußerungen.

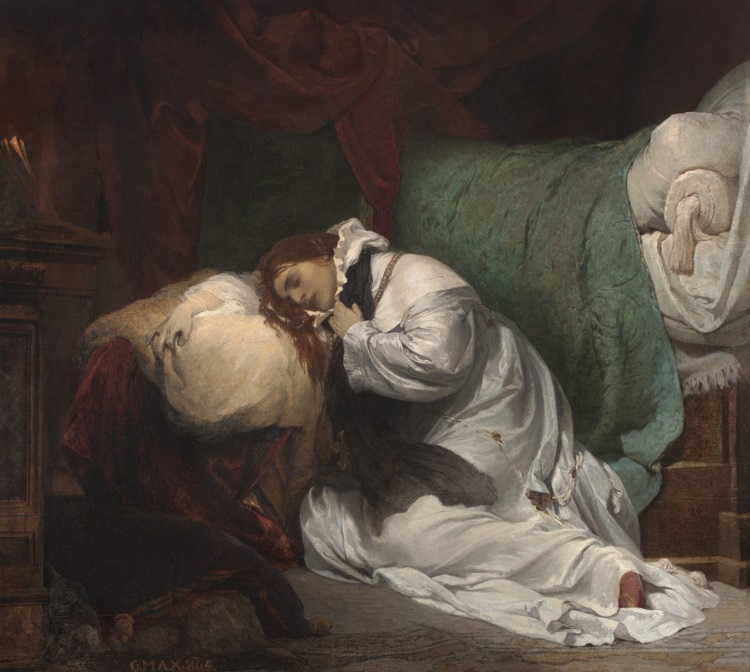
Martyrium der heiligen Ludmilla (1864), Öl auf Leinwand, 81,3 × 99,8 cm, Memorial Art Gallery, Rochester
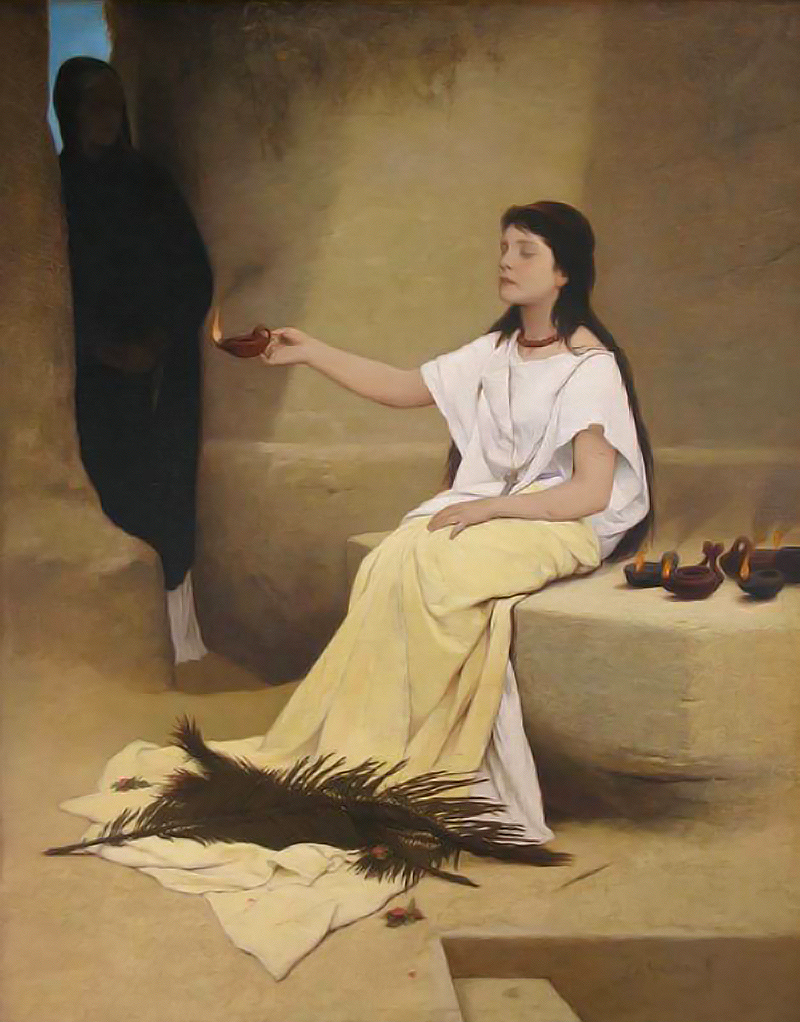
Licht! (1872), Öl auf Leinwand, 117 × 95,5 cm, Kunstforum Ostdeutsche Galerie Regensburg
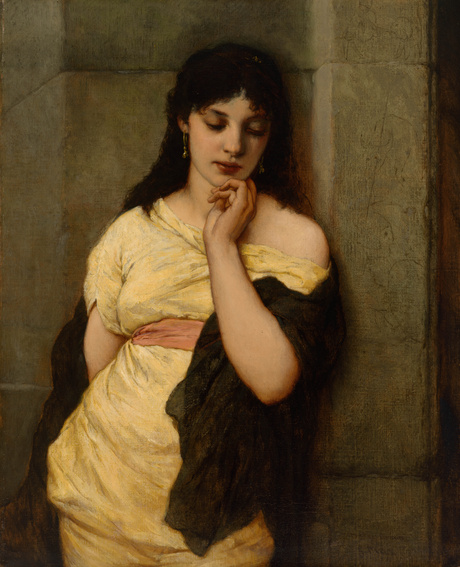
Vor der Arena (Junge Römerin) (1880), Öl auf Leinwand, 48,8 × 38,2 cm, The Daulton Collection, Los Altos Hills
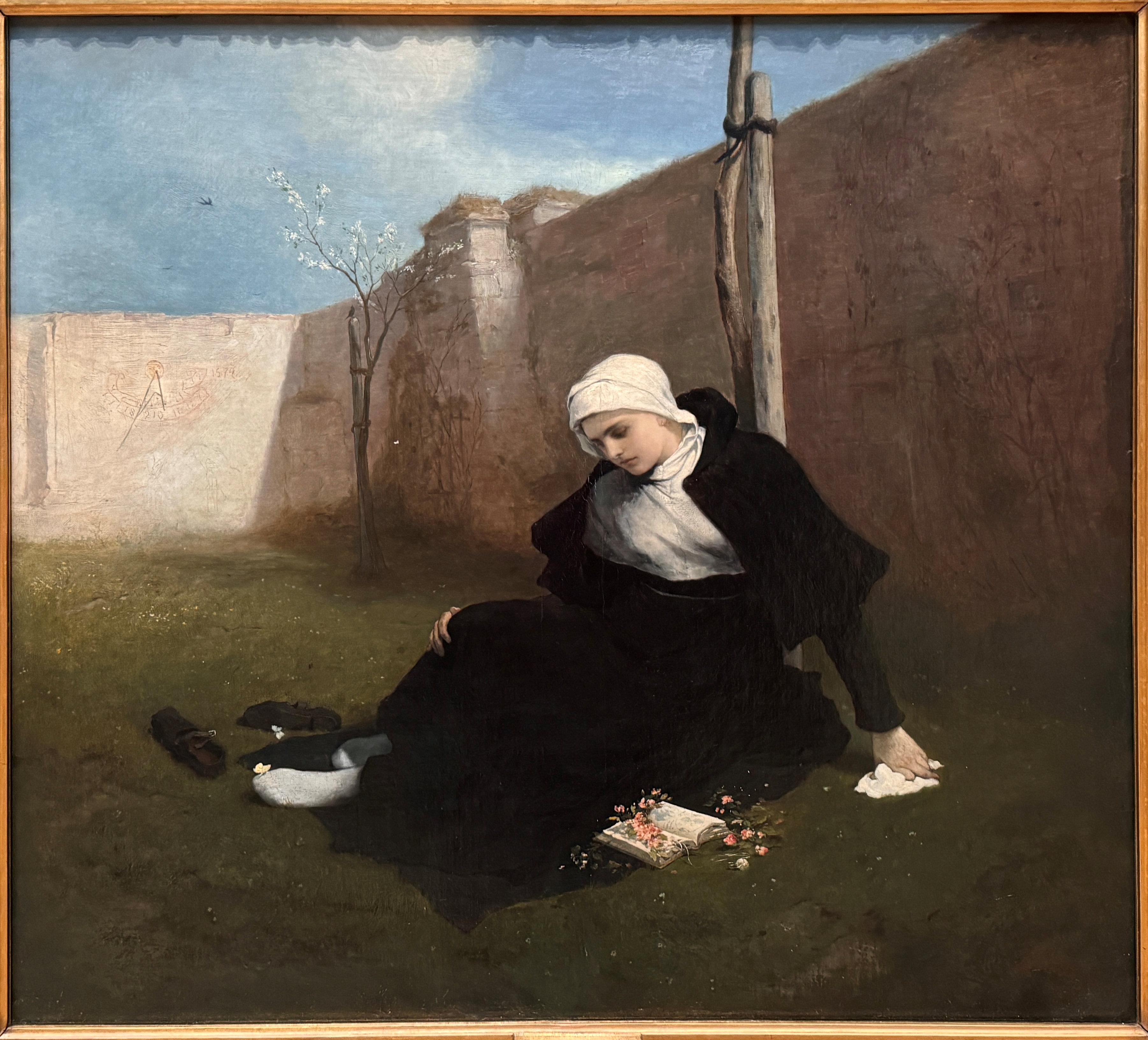
Die Nonne im Klostergarten (1869), Öl auf Leinwand, 86,5 × 98 cm, Hamburger Kunsthalle

#### Religiöse Motive

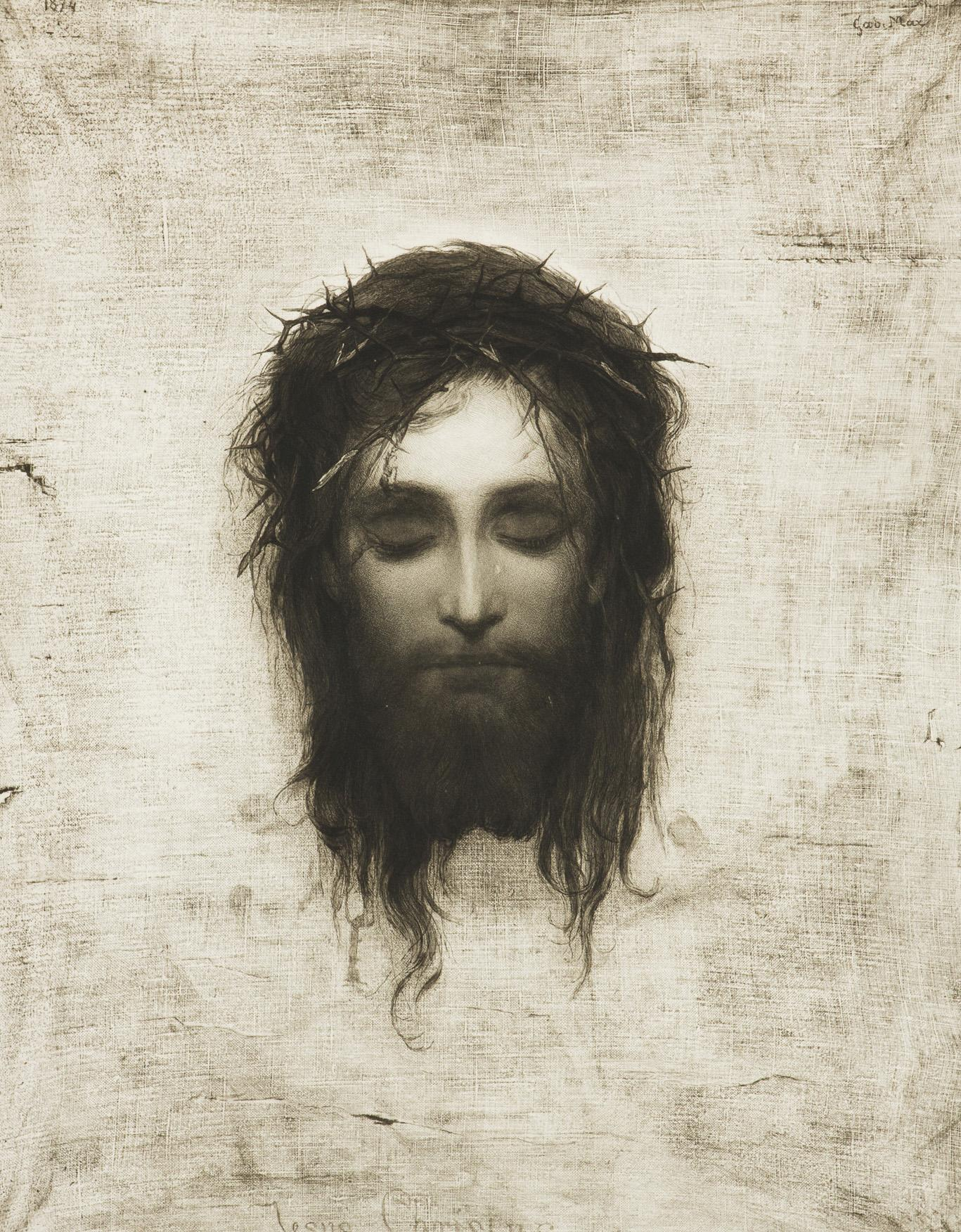
Christuskopf auf dem Schweisstuch der Hl. Veronika, Reproduktion als Heliografie auf Papier, 53 × 43 cm, Privatbesitz

Auch über die Darstellung von Märtyrerinnen hinaus schuf von Max eine große Anzahl Bilder mit religiösen Motiven. Allein Madonnenbilder wurden im Jahr 1893 bereits ein Dutzend gezählt. Dazu kommen selten dargestellte biblische Szenen wie die Auferweckung der Tochter des Jaïrus oder Judas Ischariots Tod. Laut Karin Althaus ist es aus heutiger Sicht schwer, die Ernsthaftigkeit und Religiosität zu bewerten, mit der der Künstler das Thema bearbeitete. Von Max hat sich ein Leben lang mit christlichen Stoffen beschäftigt, übernahm jedoch eine im 19. Jahrhundert übliche Ästhetisierung der Religion und die modische Beschäftigung mit okkulten und parapsychologischen Phänomenen. Vor allem seine späten Äußerungen weisen eine antikirchliche und antiklerikale Haltung aus.
Zu einem zweiten Sensationsbild wurde 1874 das Gemälde Christuskopf auf dem Schweisstuch der Hl. Veronika, eine Darstellung der Vera Ikon, die international beachtet und sogar von Papst Leo XIII. gewürdigt wurde. Seine besondere Wirkung erhielt das Bild durch die je nach Betrachterposition offen oder geschlossen wirkenden Augen des Christuskopfes. Von Max entmystifizierte die Wirkung des Bildes selbst, als er im Nachhinein die Erklärung abgab, der „Doppelblick“ sei auf einen Scherz in einer Künstlerrunde zurückzuführen und nur auf Drängen seines Freundes Agathon Klemt habe er die Skizze später als Gemälde ausgeführt. Das Bildnis von Judas Ischarioth erinnert mit seinen halbgeschlossenen Augen an die Vera Ikon. Von Max stellte den Verräter zwischen Schuld und Mitleid dar und übernahm das Schema von Devotionsbildern des leidenden Christus.

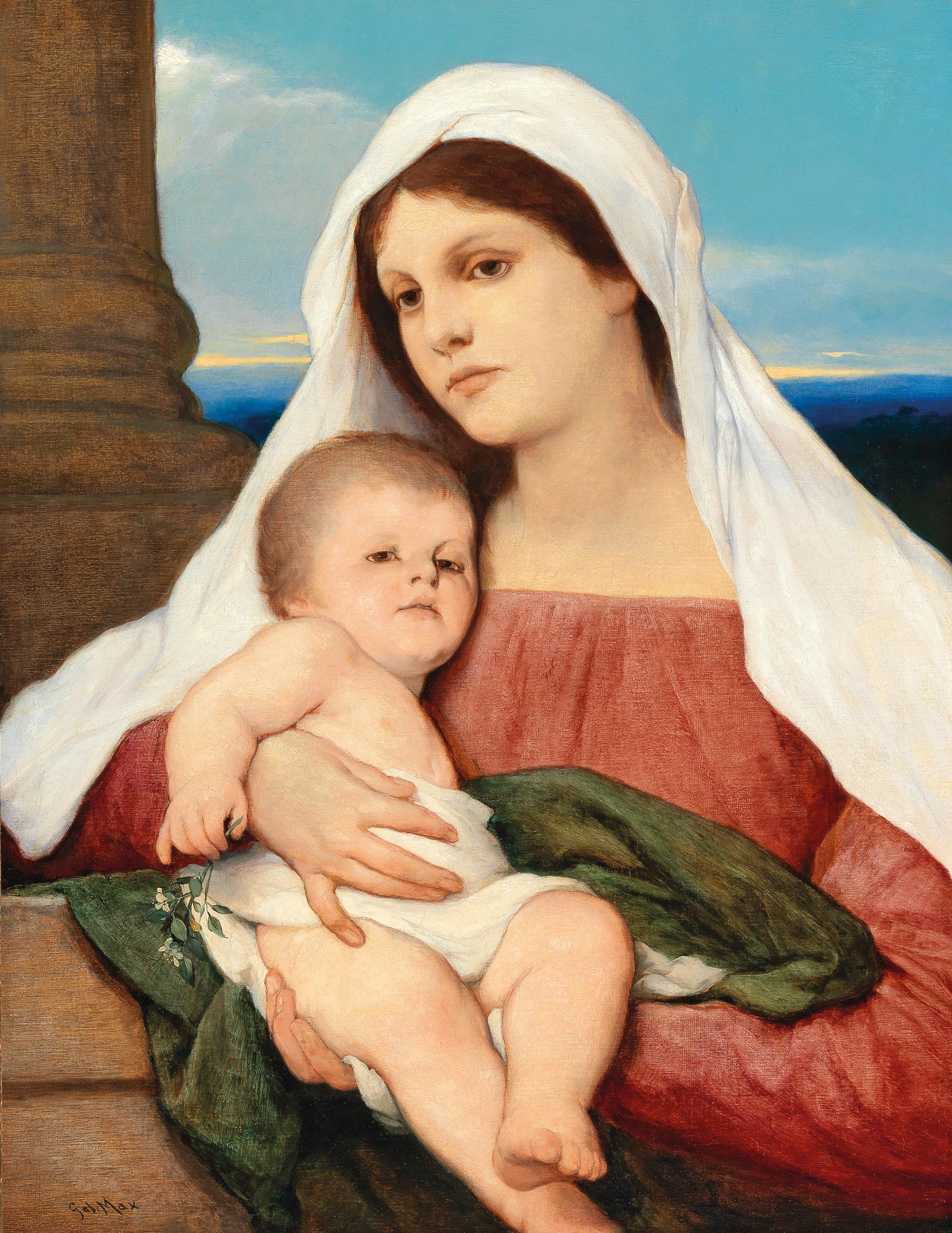
Madonna mit Kind vor weiter Landschaft (unbekannt), Öl auf Leinwand, 78,5 × 61,5 cm, Privatbesitz
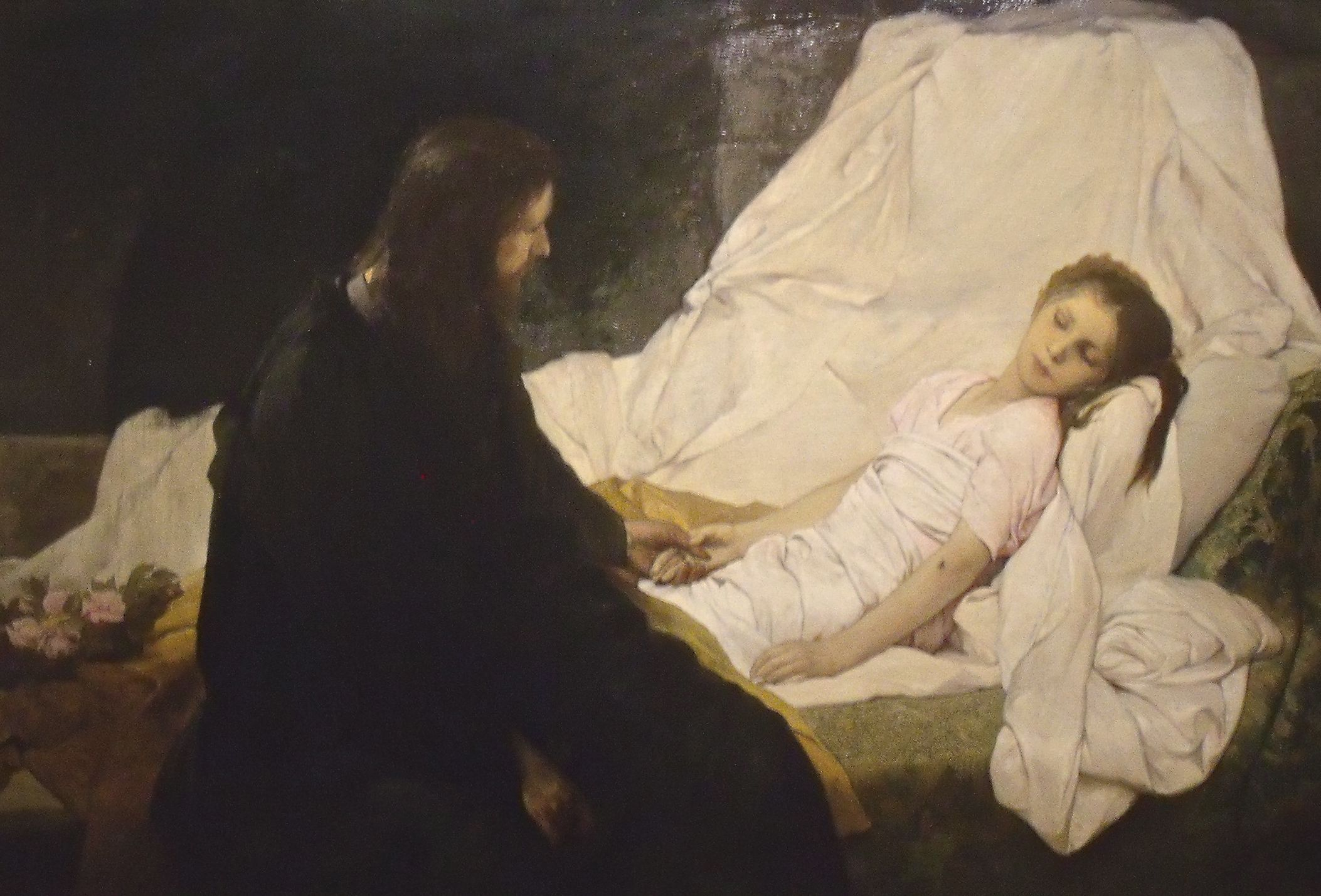
Christus erweckt des Jairus’ Töchterlein (1878), Öl auf Leinwand, 123,3 × 180,4 cm, Musée des beaux-arts de Montréal
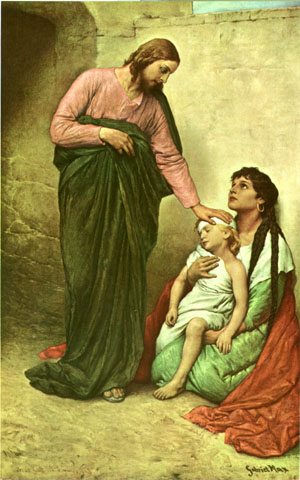
Jesus heilt ein krankes Kind (1884), Öl auf Leinwand, 217 × 127 cm, vermutlich zerstört (Reproduktion)
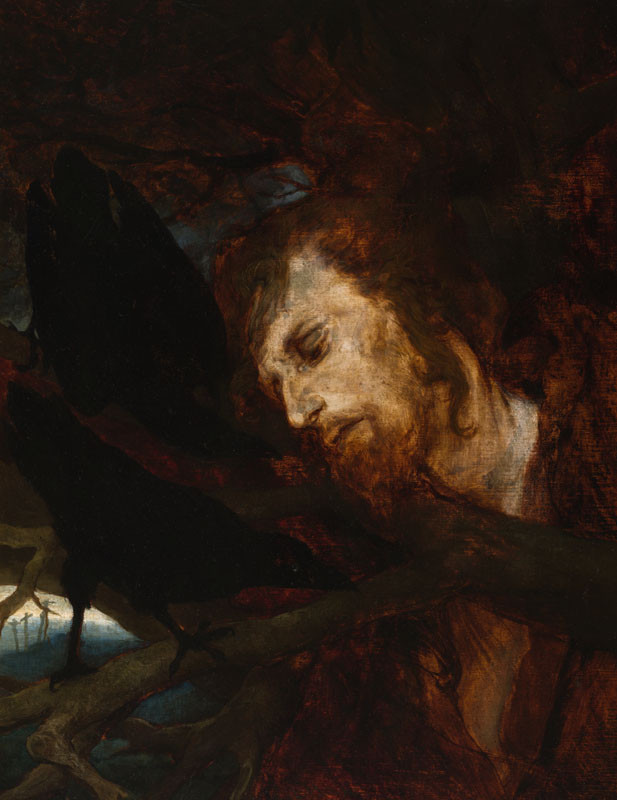
Judas Ischarioth (1877), Öl auf Leinwand, 79 × 62 cm, Nationalgalerie Prag

#### Okkultismus und Spiritismus

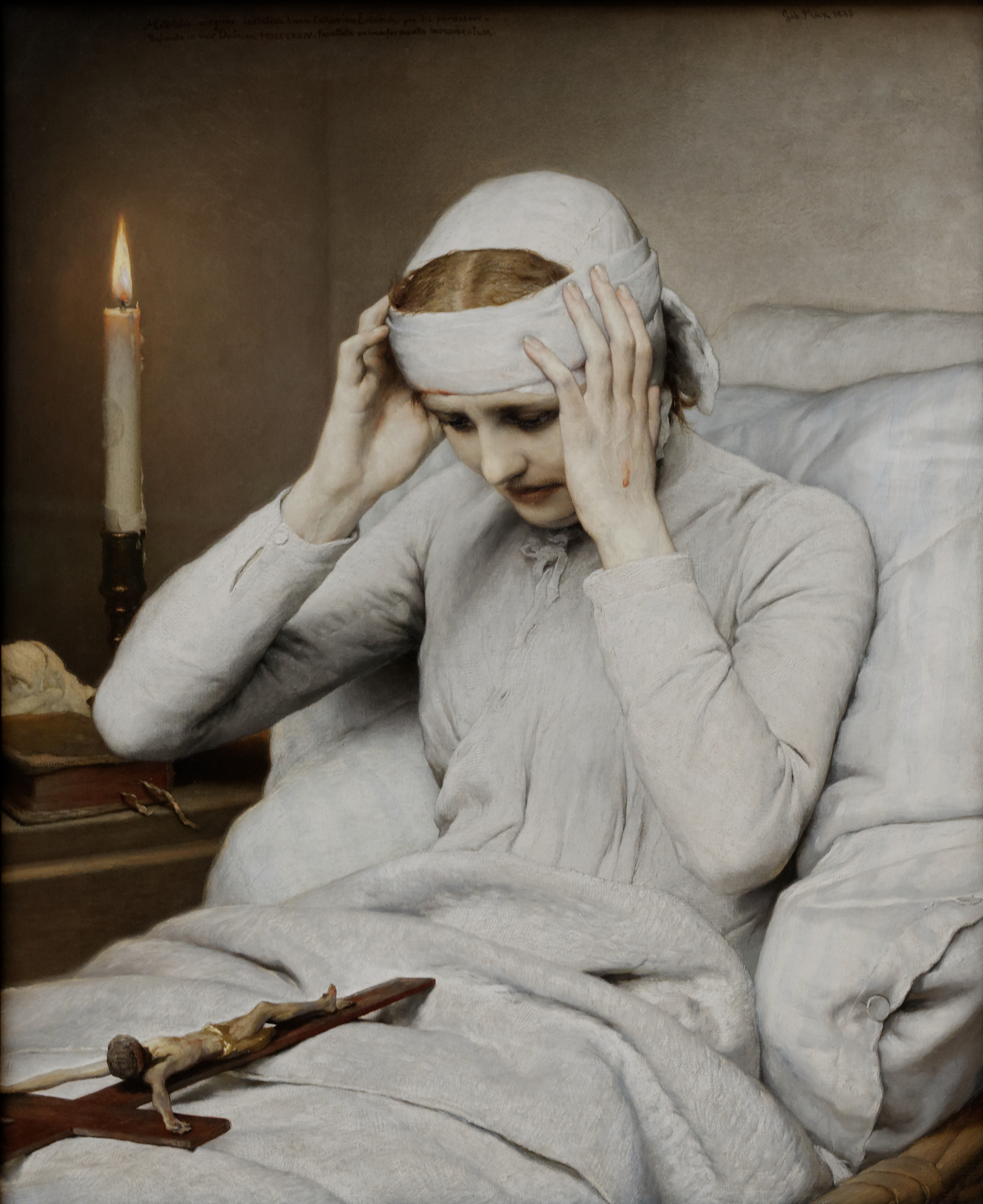
Die ekstatische Jungfrau Katharina Emmerich (1885), Öl auf Leinwand, 84,5 × 67,7 cm, Neue Pinakothek München

Von Max’ intensive Beschäftigung mit Spiritismus und okkulten Phänomenen schlug sich auch in seiner bildenden Kunst nieder. Zwei Hauptwerke zum Thema waren ihrerseits die Frucht mehrjähriger Arbeit. Das Gemälde Die ekstatische Jungfrau Katharina Emmerich zeigt die Nonne Anna Katharina Emmerick, die durch ihre Stigmata und Visionen bekannt wurde, die Clemens Brentano über Jahre hinweg aufgezeichnet hatte. Die Präsentation des Bildes wurde 1895 zu einem großen Erfolg. Bereits zwei Wochen später wurde es von den bayerischen Gemäldesammlungen aufgekauft und in den folgenden Jahren auf vielen bedeutenden Ausstellungen im Ausland gezeigt. Von Max wollte allerdings kein Andachtsbild schaffen. Es ging ihm weniger um religiöse Offenbarung als um die Macht, die intensive Meditation über den Körper ausüben kann. Damit seine Absicht auch richtig verstanden wurde, brachte er in Kirchenlatein eine Inschrift am Bild an, die sich übertragen lässt als: „ekstatische Jungfrau ‚Katharina Emmerich‘ († zu Dülmen 1824), […] welche […] bei einer Charfreitagsbetrachtung den Blick auf das vor ihr liegende Kruzifix gerichtet, die Leiden Christi geistig und körperlich mitempfindet und so von der plastischen Kraft der Seele Zeugnis giebt“.
Die Seherin von Prevorst nahm Bezug auf den Fall Friederike Hauffe, deren Krankenbericht der Arzt Justinus Kerner publiziert hatte. Er fand großen Zuspruch in spiritistischen Kreisen. Auch von Max äußerte 1879, es sei „[d]as wichtigste Buch, das mir im Leben unter die Hände gekommen“ sei. Er forschte intensiv vor Ort zu Hauffe und bediente sich für seine Darstellungen der Fotografie ihrer Nichte, da kein Bild Hauffes überliefert war. Von Max schuf insgesamt drei Gemälde zu Hauffe, das größte unter ihnen zeigt die Seherin im „Hochschlaf“, dem Zustand, in dem sie ihre Visionen hatte. In Clairvoyant-Veritas malte er eine zweite Hellseherin nach Berichten über Trancezustände in spiritistischen Sitzungen. Seine bildnerische Version der weißen Frau erscheint in durchsichtigen Gewändern aus einem dunklen Hintergrund.

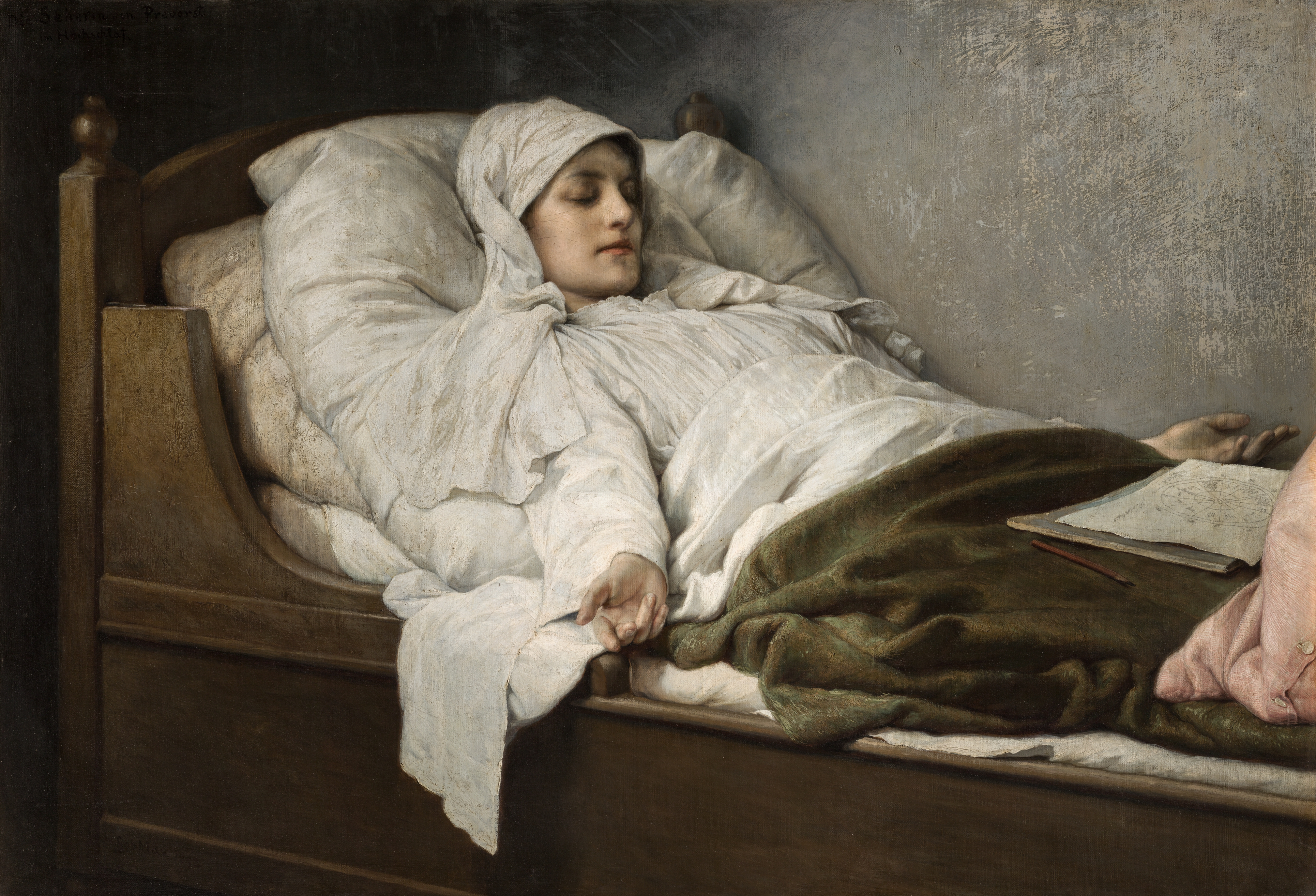
Die Seherin von Prevorst im Hochschlaf (1892), Öl auf Leinwand, 99 × 132 cm, Nationalgalerie Prag
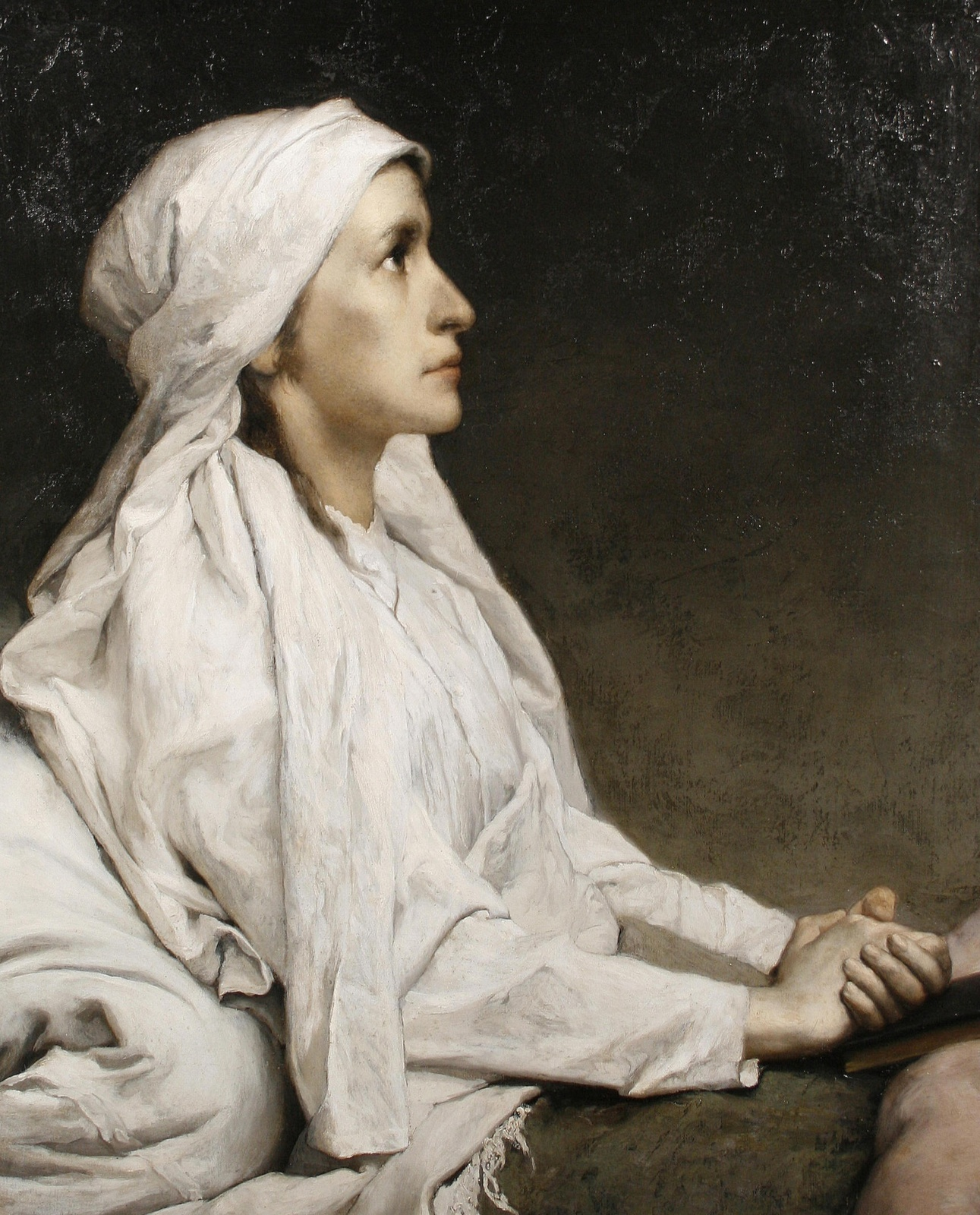
Portrait der Friederike Hauffe (1895), Öl auf Leinwand, 84 × 67 cm, Privatbesitz
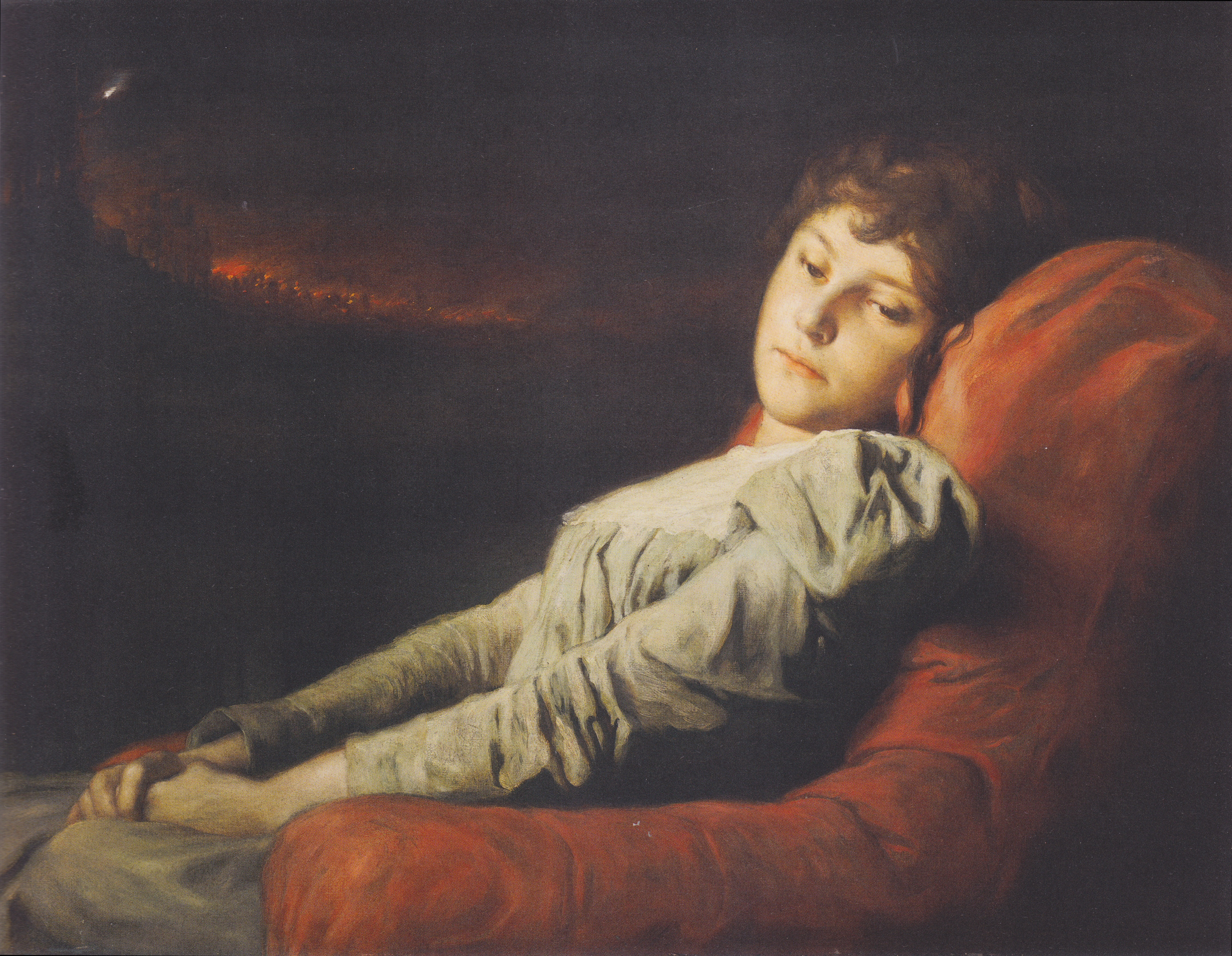
Clairvoyant-Veritas (Hellseherin) (um 1895), Öl auf Leinwand, 66 × 85,5 cm, Kunstforum Ostdeutsche Galerie Regensburg
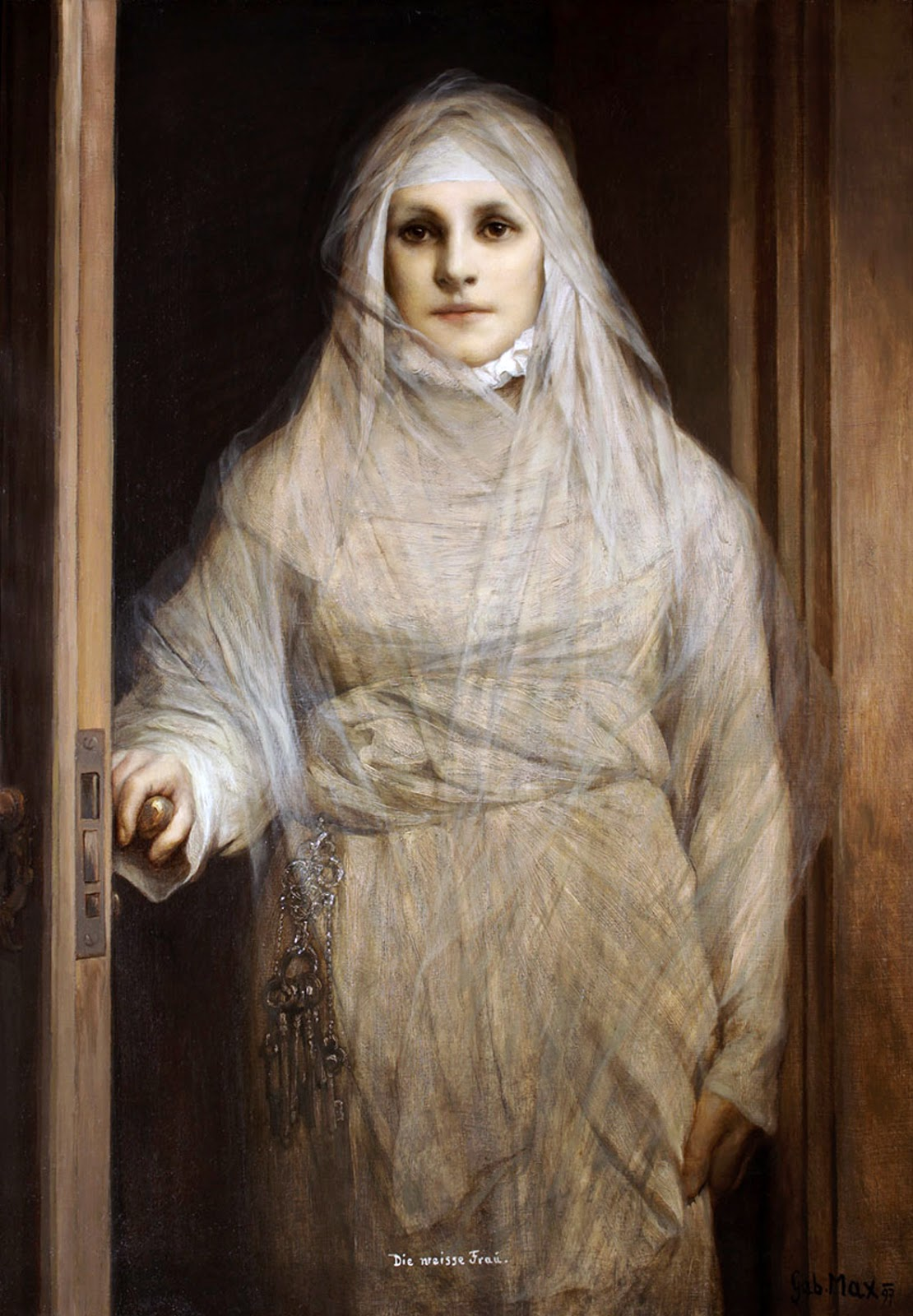
Die weiße Frau (1897), Öl auf Leinwand, 100 × 72 cm, Privatbesitz

#### Vorlagen aus Literatur und Musik
Neben biblischen Stoffen hat von Max auch zahlreiche Stoffe aus Literatur und Musik adaptiert. Seit seiner Jugend illustrierte von Max literarische Werke. Eine Sonderstellung nimmt Goethes Faust I ein, mit dem er sich über einen langen Zeitraum beschäftigte. Max interessierte sowohl die Tragödie Fausts, als eigener Identifikationsfigur, als auch diejenige Gretchens, die sich eher für seine emotional aufgeladene „Seelenmalerei“ eignete. Zudem faszinierte ihn die Darstellung des Okkulten. Das Projekt einer illustrierten Prachtausgabe der Tragödie scheiterte 1867/68 an künstlerischen Differenzen mit dem Verleger. Von über 60 Grafiken sind heute nur noch wenige erhalten. Weitere bekannte „literarische“ Bilder von Max’ sind neben zahlreichen anderen Julia Capulet am Hochzeitsmorgen (nach Shakespeare), Die Kindsmörderin (nach Bürger), Die Seherin von Prevorst (nach Kerner) und Die Löwenbraut (nach Chamisso). Lady Macbeth verweist auf Shakespeares Tragödie Macbeth, Die Braut von Corinth auf Goethes gleichnamige Ballade.
Max hatte eine musikalische Ausbildung. An der Musik schätzte er gerade, dass sie sich der Kontrolle des Verstandes entzog. So war auch sein Zugang zur Musik kein theoretisch-analytischer, sondern ein subjektiv-stimmungsbetonter. Einer seiner ersten großen Erfolge war 1862 die in Fotografien verbreitete Mappe von 13 Phantasiebildern zu Tonstücken. Es waren Stimmungsbilder zu Stücken von Ludwig van Beethoven, Felix Mendelssohn Bartholdy, Robert Schumann, Giacomo Meyerbeer, Giorgio Stigelli, Leopold Meyer und einem anonymen Choral. Auch späteren Bildern gab von Max wiederholt musikbezogene Titel, etwa Adagio, um eine Stimmung des Betrachters hervorzurufen. Den Stoff für mehrere große Gemälde entnahm er Richard Wagner (Tannhäuser und der Sängerkrieg auf Wartburg). Das Bild Traviata nimmt Bezug auf Verdis Oper La traviata.

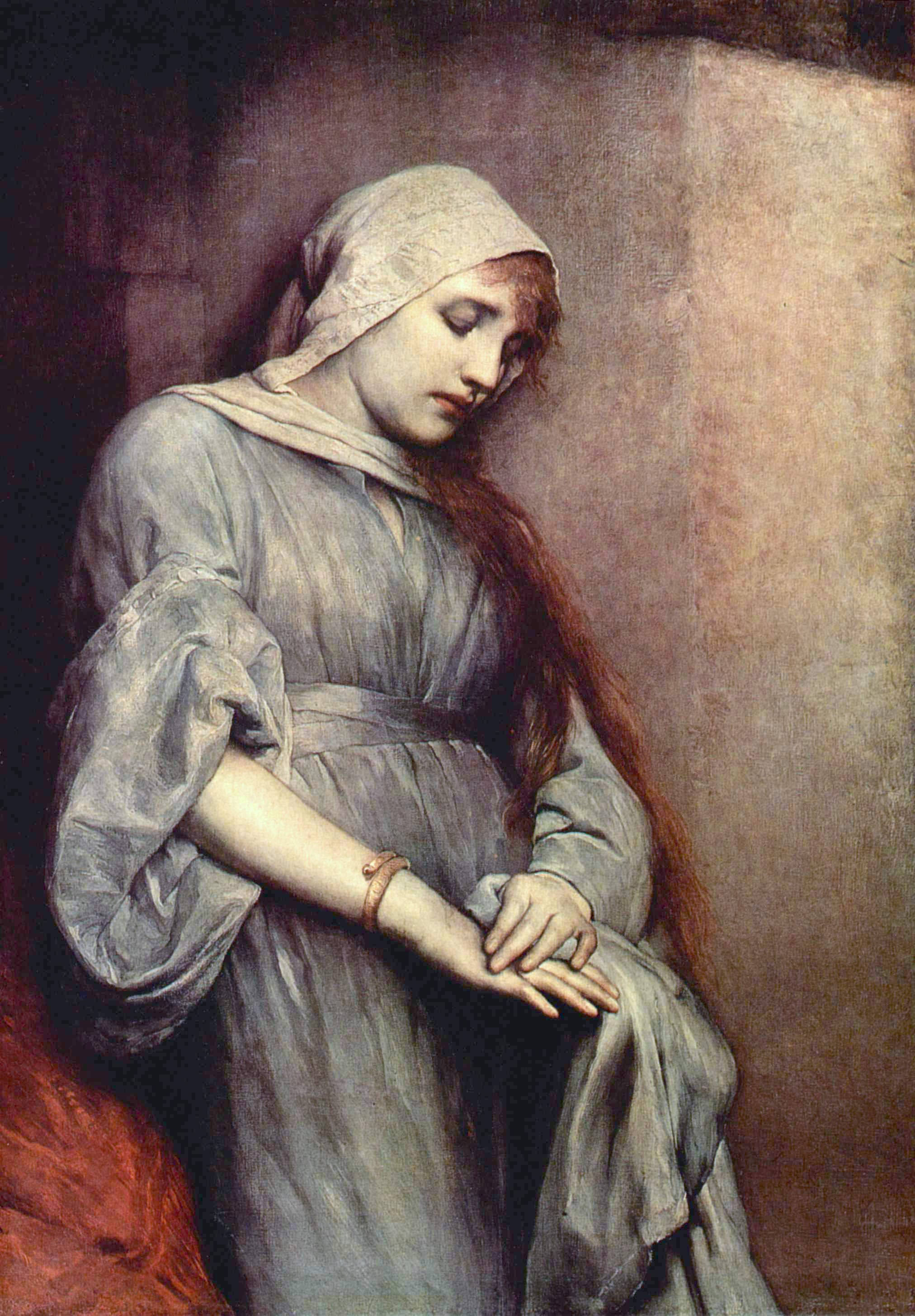
Lady Macbeth (1885), Öl auf Leinwand, 100 × 73 cm, Eremitage Sankt Petersburg
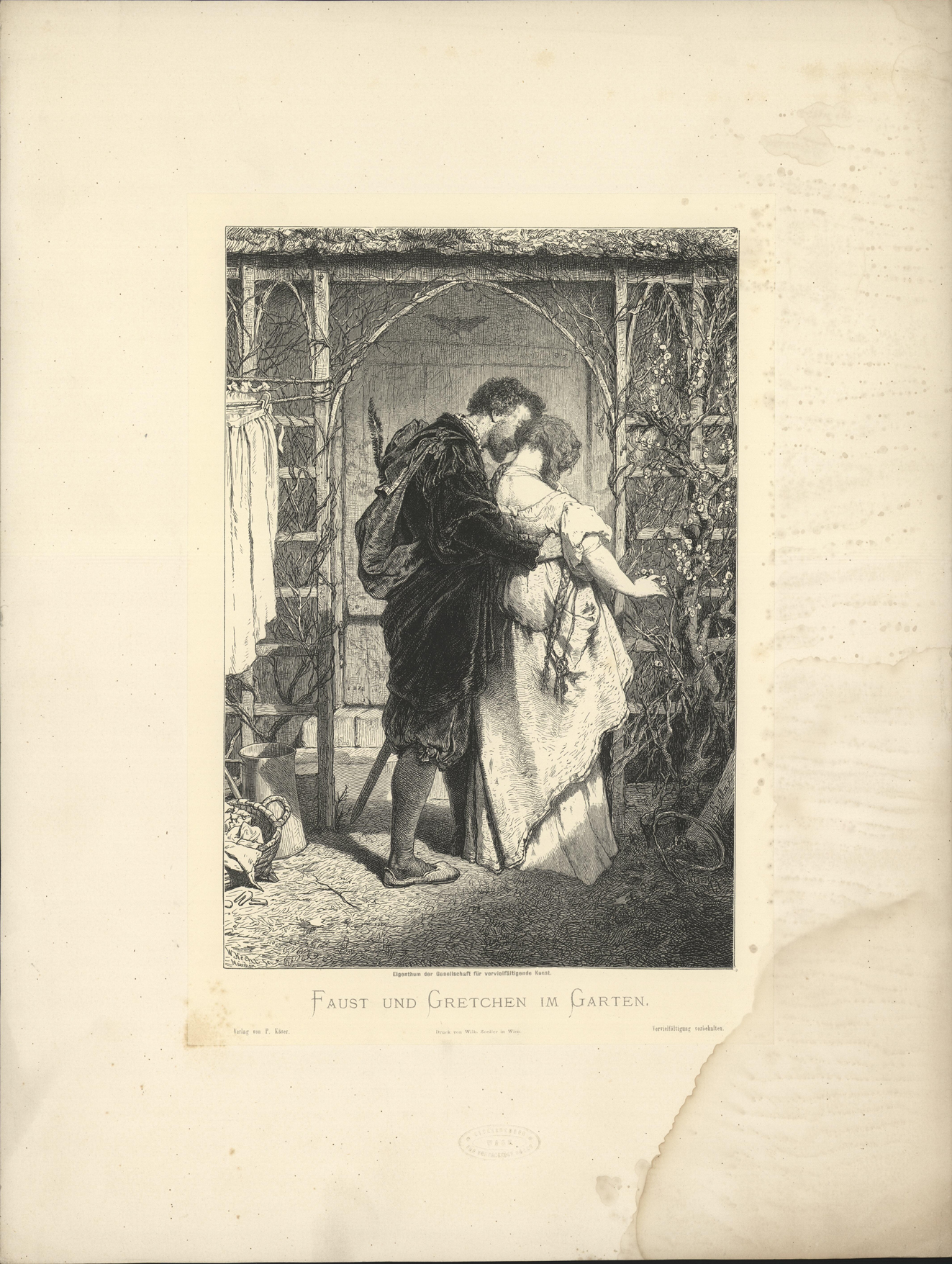
Faust und Gretchen im Garten (1887), Druckgrafik, Amsterdam Museum
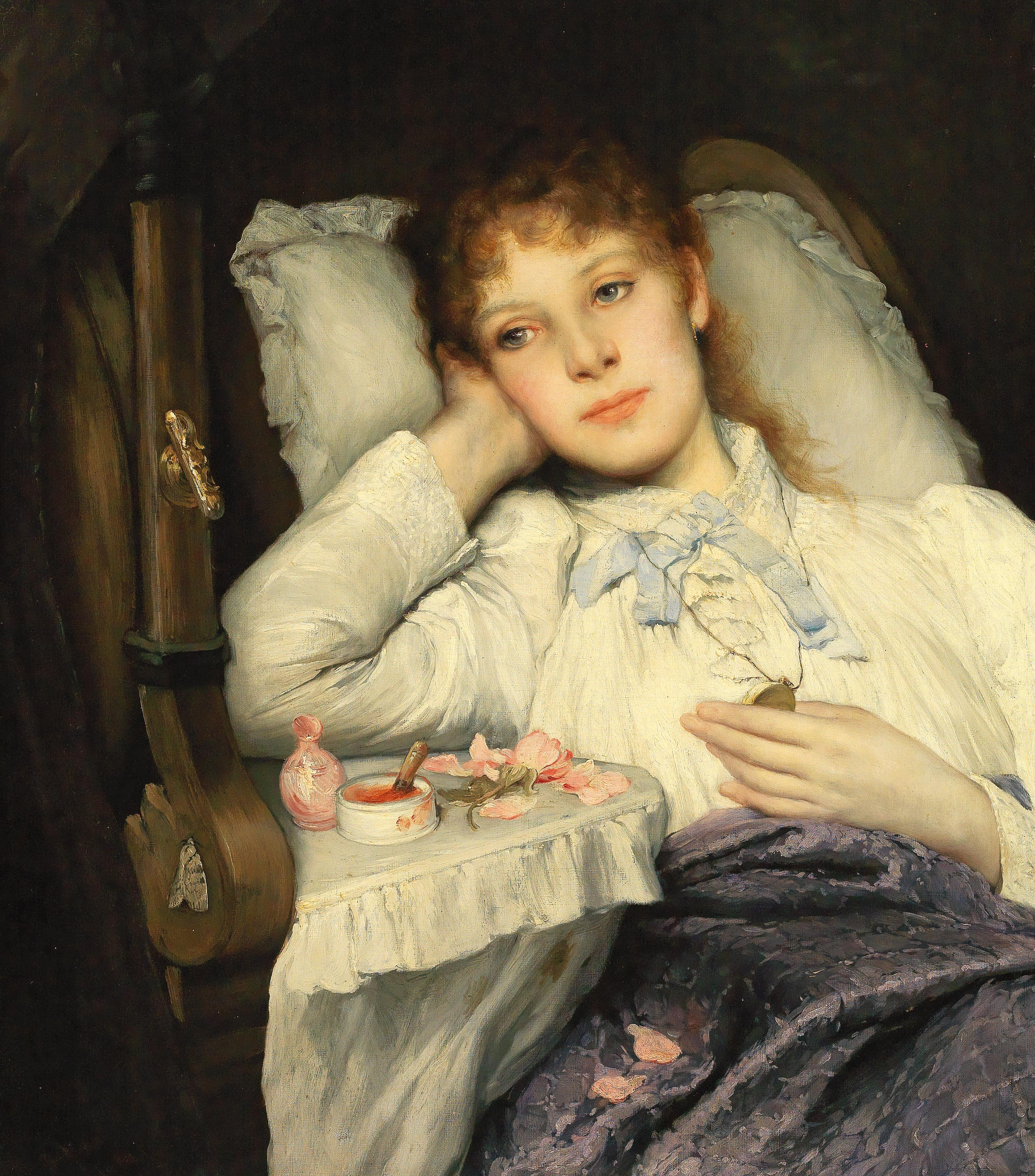
Traiviata (1893), Öl auf Leinwand, 83,5 × 66,5 cm, The Daulton Collection, Los Altos Hills
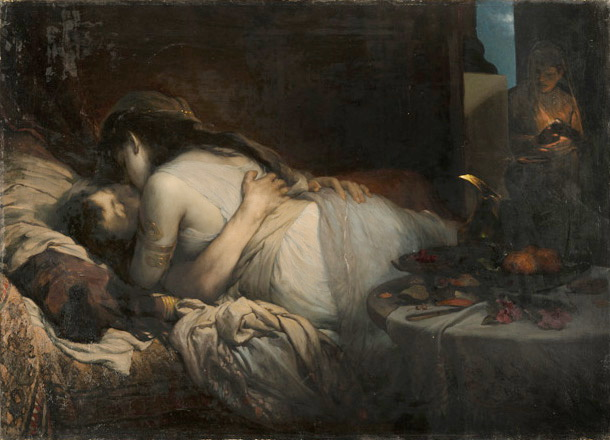
Die Braut von Corinth (1894), Öl auf Leinwand, 100 × 135 cm, Privatbesitz

#### Genrebilder
Für einen kurzen Zeitraum, nämlich zwischen den Jahren 1869 und 1876, malte von Max eine Reihe von Genrebildern, die aus seinem Werk herausstechen. Das Publikum schätzte sie gerade wegen ihres idyllischen und romantischen Inhalts. So urteilte etwa Adolph Kohut: „Heiterkeit, Glück und Frieden atmen und bezeugen, daß Max auch die Lichtseiten des Lebens mit dem glücklichsten Erfolg darstellen kann, wenn er will“. Und Richard Muther lobte, wie der Maler die Stimmung aus der Landschaft entwickelte: „Er erscheint in ihnen als ein zarter Poet, der seine Empfindungen durch malerische Mittel ausdrückt, als ein Naturschwärmer von sanfter Melancholie und subtiler Delicatesse.“ Insbesondere Ein Frühlingsmärchen fand Applaus. Nicolaus Mann beschrieb: „Alles jauchzet und jubelt und träumt von Glück und Wonne“. Schon das große Format des Bildes unterstreicht von Max’ Absicht, einen Publikumserfolg zu schaffen, den er mit seinen idyllischen, eskapistischen und doch von Melancholie durchzogenen Genreszenen auch erreichte. Zwar malte von Max später keine vergleichbaren Bilder mehr, doch nahm er sie stets in die Aufstellung seiner bedeutendsten Werke auf.

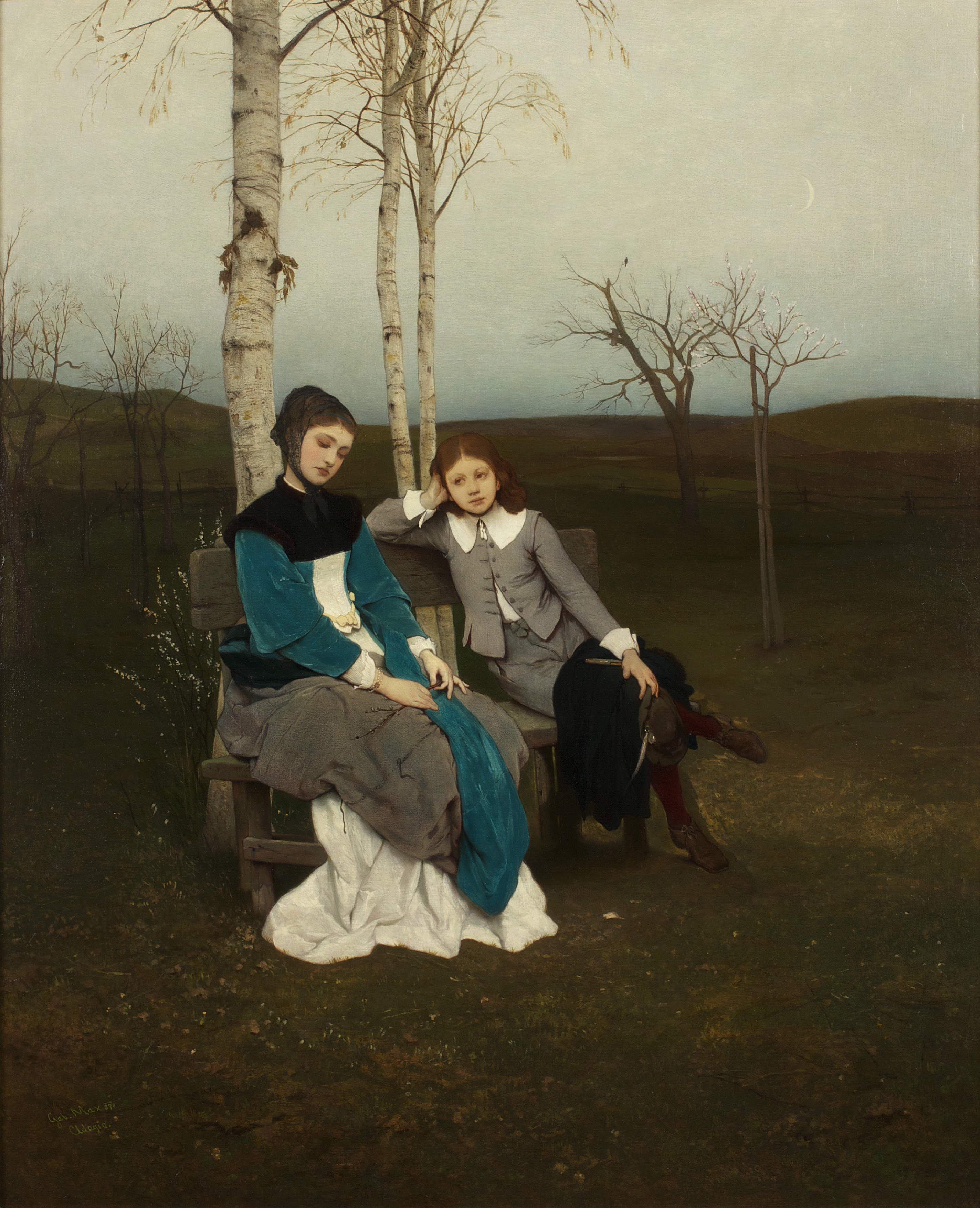
Adagio (1870), Öl auf Leinwand, 81 × 67 cm, Österreichische Galerie Belvedere Wien
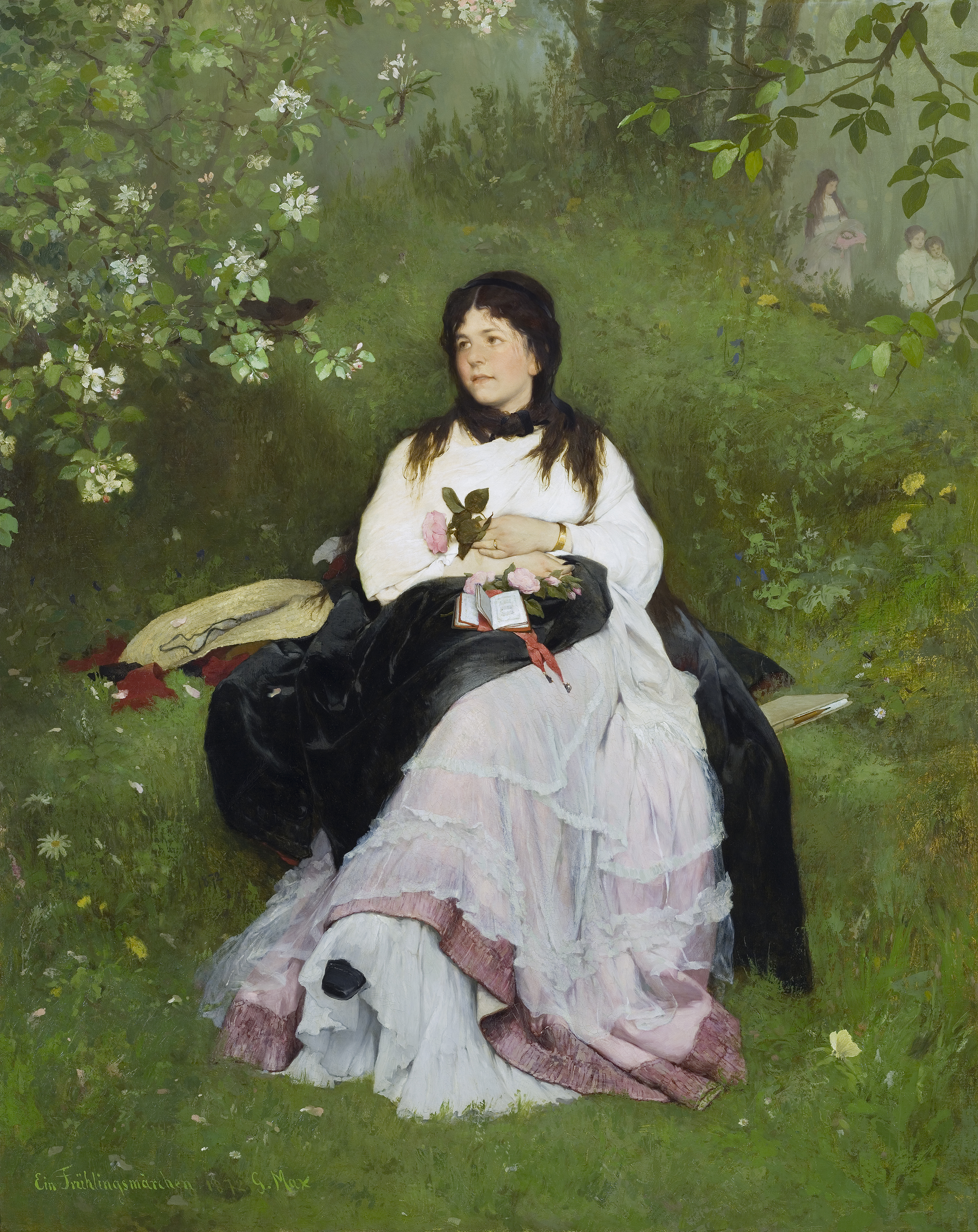
Ein Frühlingsmärchen (1872), Öl auf Leinwand, 148 × 120 cm, Österreichische Galerie Belvedere Wien
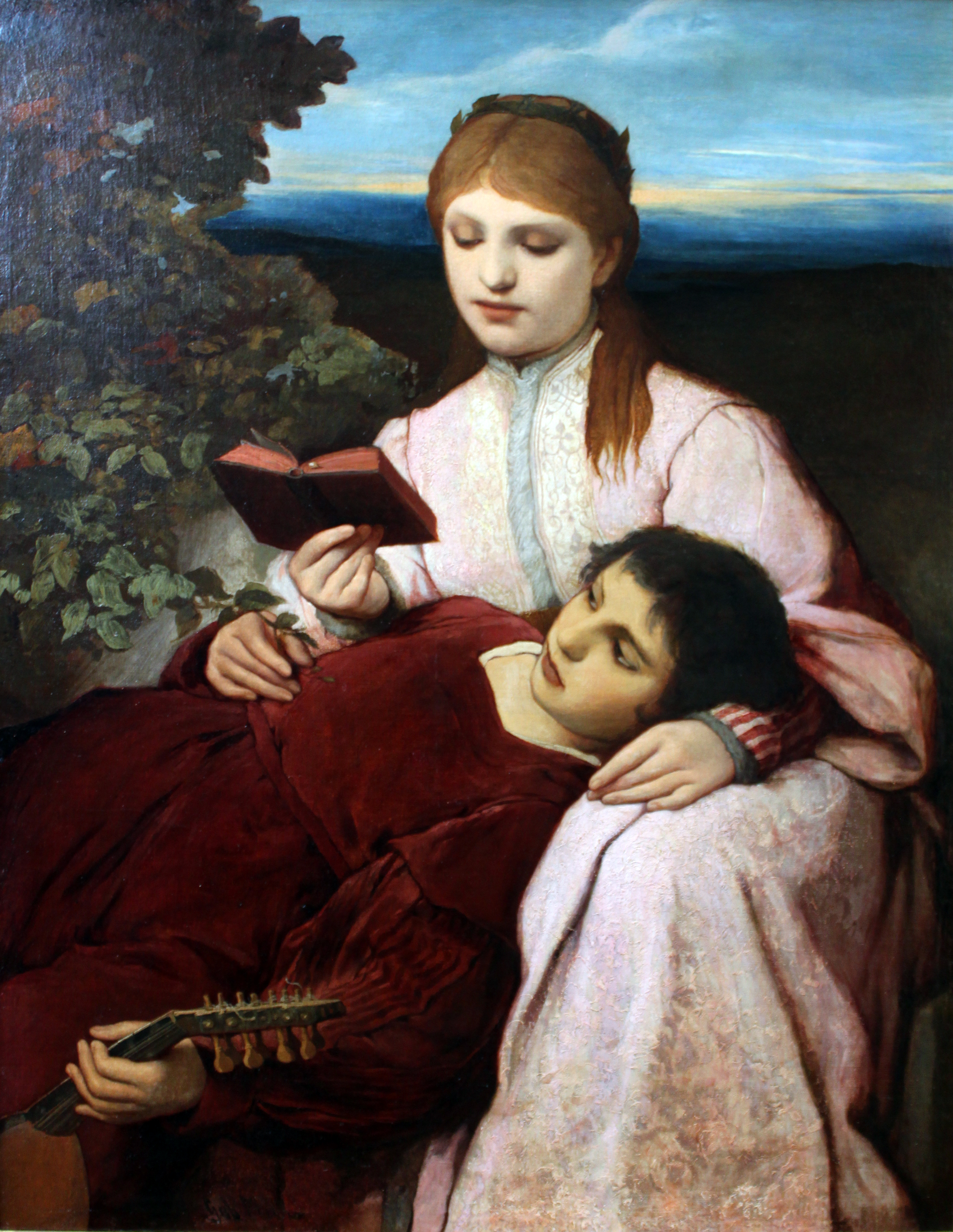
Die Mußestunde (Geschwisterpaar für Tannhäuser) (1875), Öl auf Leinwand, 110 × 87,1 cm, Nationalgalerie Berlin
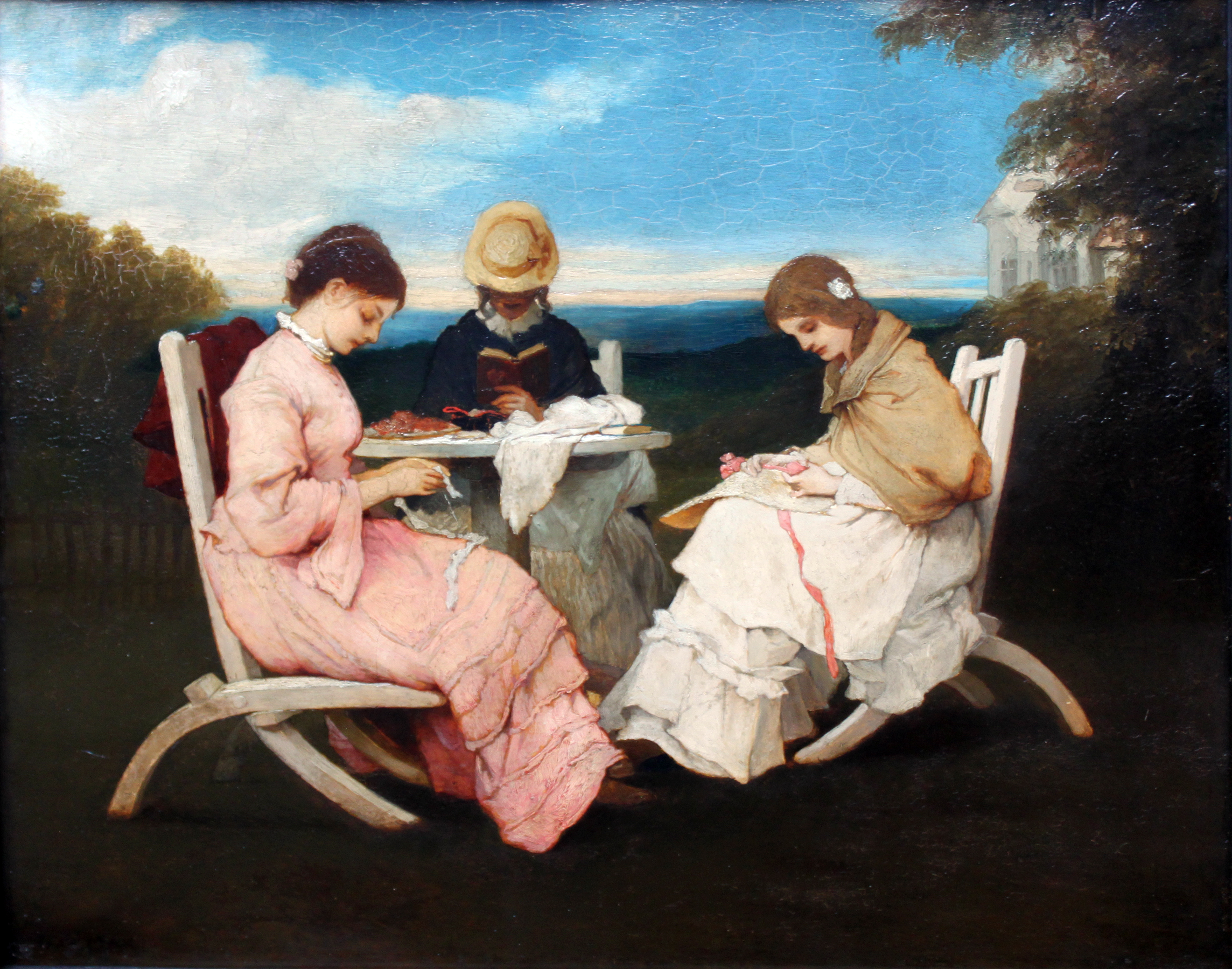
Die Schwestern (1876), Öl auf Holz, 36 × 45,5 cm, Nationalgalerie Berlin

#### Anatomie und Vivisektion
Von Max’ Gemälde Der Anatom gehört zu seinen bekanntesten überhaupt. Es wurde häufig interpretiert, in thematischen Sammlungen gezeigt oder in Fachpublikationen abgedruckt. Das Bild aus der Frühphase des Malers ist noch stark dem Umfeld der Münchner Akademie und dem Vorbild Pilotys verhaftet, verweist aber in seiner Farbgestaltung und den starken Kontrasten auch auf Rembrandts berühmten Vorgänger Die Anatomie des Dr. Tulp. Anders als bei Rembrandt gilt von Max’ Fokus nicht den Medizinern, sondern der noch unberührten Toten, ihrer makellosen Schönheit vor dem unausweichlichen Zerfall. Das Motiv der Toten hat von Max noch in weiteren Bildern durchexerziert, so etwa in einer Darstellung der scheintoten Julia Capulet aus Shakespeares Romeo und Julia, so dass er bald in den Ruf eines „Leichenmalers“ kam. Elisabeth Bronfen interpretierte, für Max werde „der Leichnam zum Knotenpunkt seiner naturgeschichtlichen und parapsychologischen Forschungen, zum Ort der sichtbaren und unsichtbaren Seiten der menschlichen Existenz.“
Mit seinem Gemälde Der Vivisektor nahm von Max Stellung zu einer zeitgenössischen Debatte über die Vivisektion, die Zergliederung lebendiger Wesen zu Forschungszwecken. Aus Ermangelung einer Ikonografie zum Thema griff er auf das Stilmittel der Allegorie zurück: Eine weibliche Figur als Sinnbild des Mitleids hat dem Vivisektor sein Opfer entwendet, einen lebenden Hund, und führt ihm mit einer Waage vor Augen, dass im Angesicht des kreatürlichen Leids das Herz schwerer wiegen sollte als das Gehirn. Eine Gravur von Kain und Abel auf der Waage vergleicht das Töten von Tieren mit einem Brudermord. Von Max setzte sich zeit seines Lebens für den Tierschutz ein und unterstützte den Weltbund gegen die Vivisektion. Sein Gemälde regte zu zahlreichen zeitgenössischen Debatten an, für Karin Althaus ist es aufgrund seiner allegorischen Darstellung heute allerdings nicht mehr unmittelbar verständlich und interpretationsbedürftig.

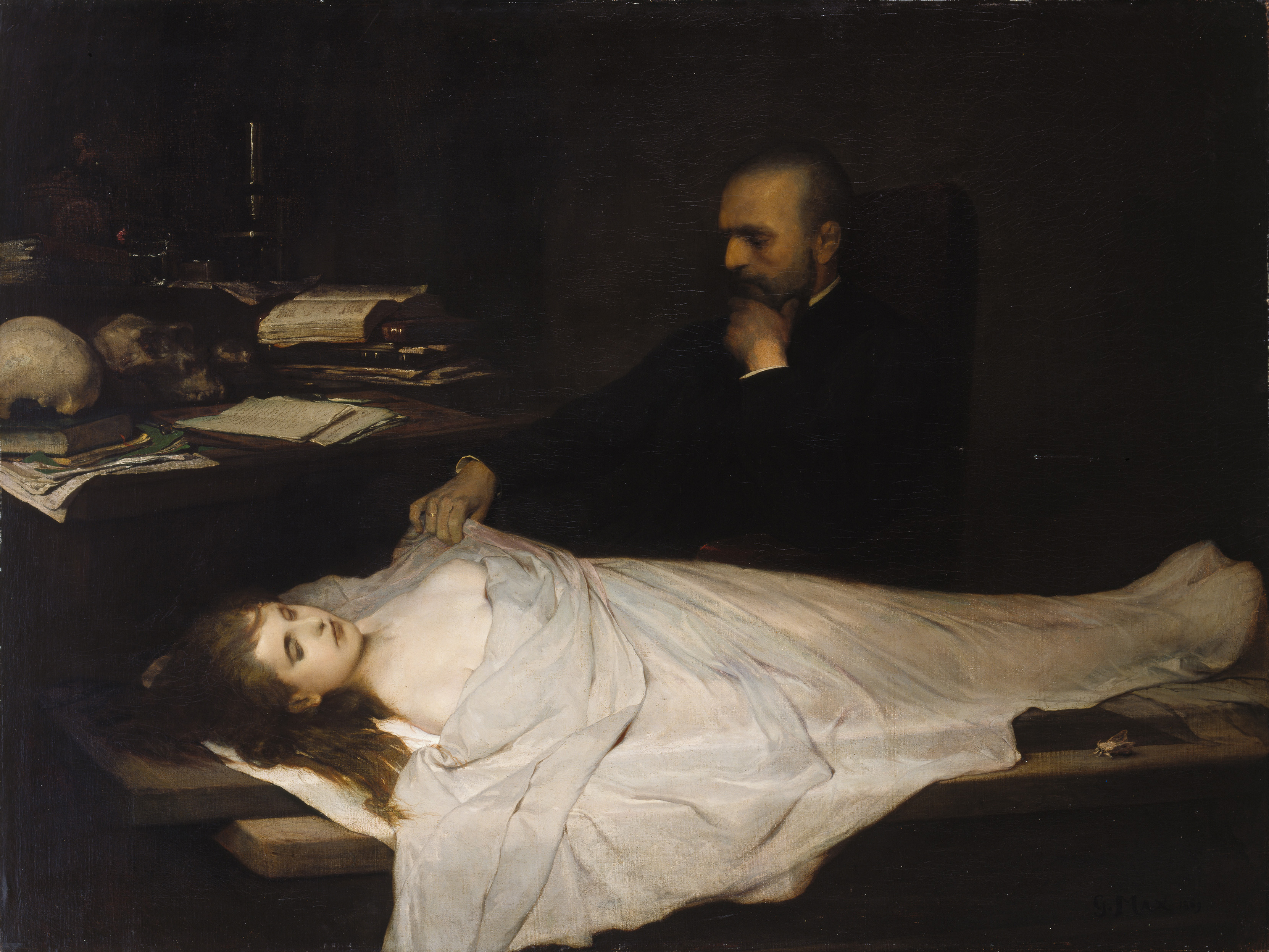
Der Anatom (1869), Öl auf Leinwand, 136,5 × 189,5 cm, Neue Pinakothek München
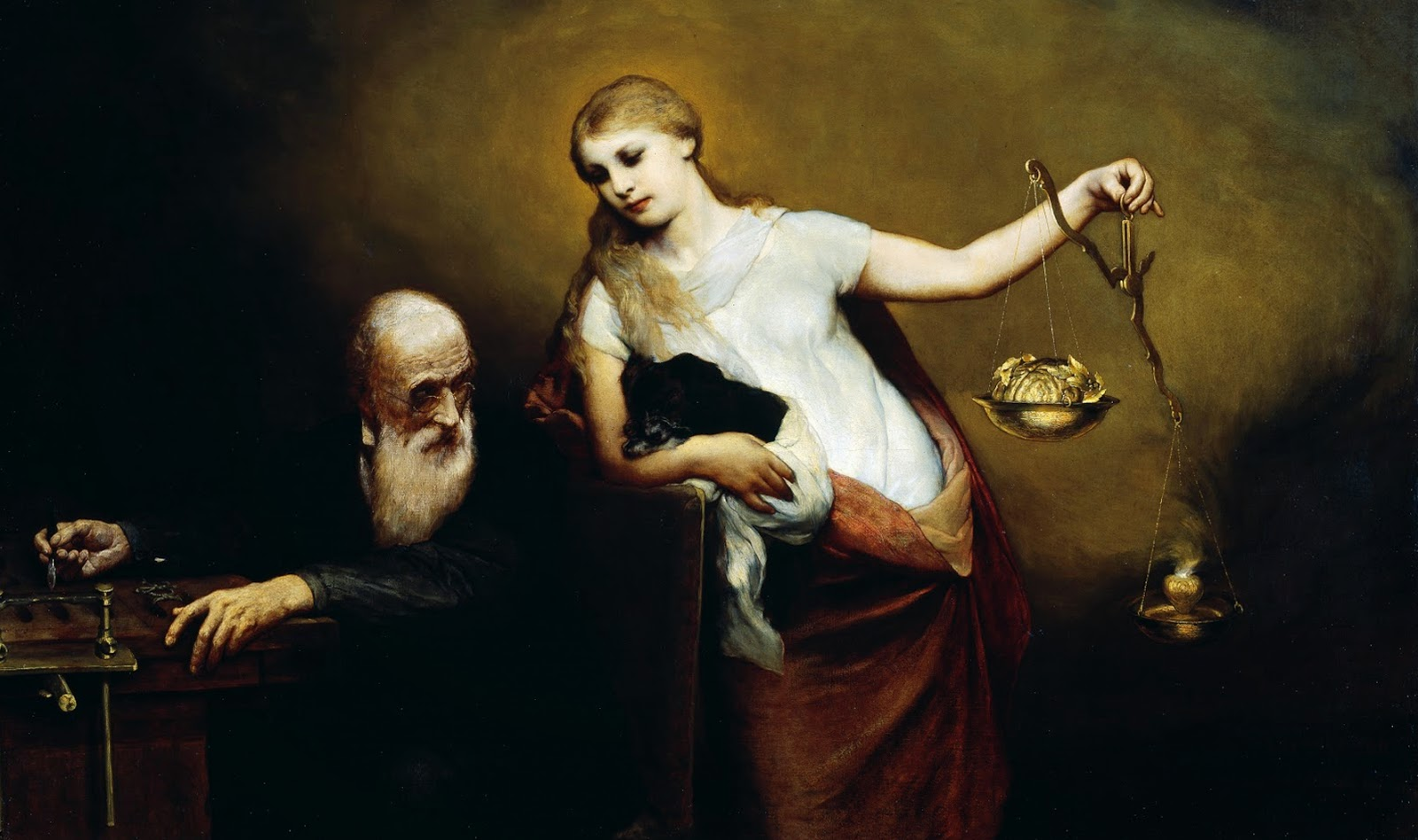
Der Vivisektor (1883), Öl auf Leinwand, 101 × 167 cm, Städtische Galerie im Lenbachhaus München

#### Affenbilder

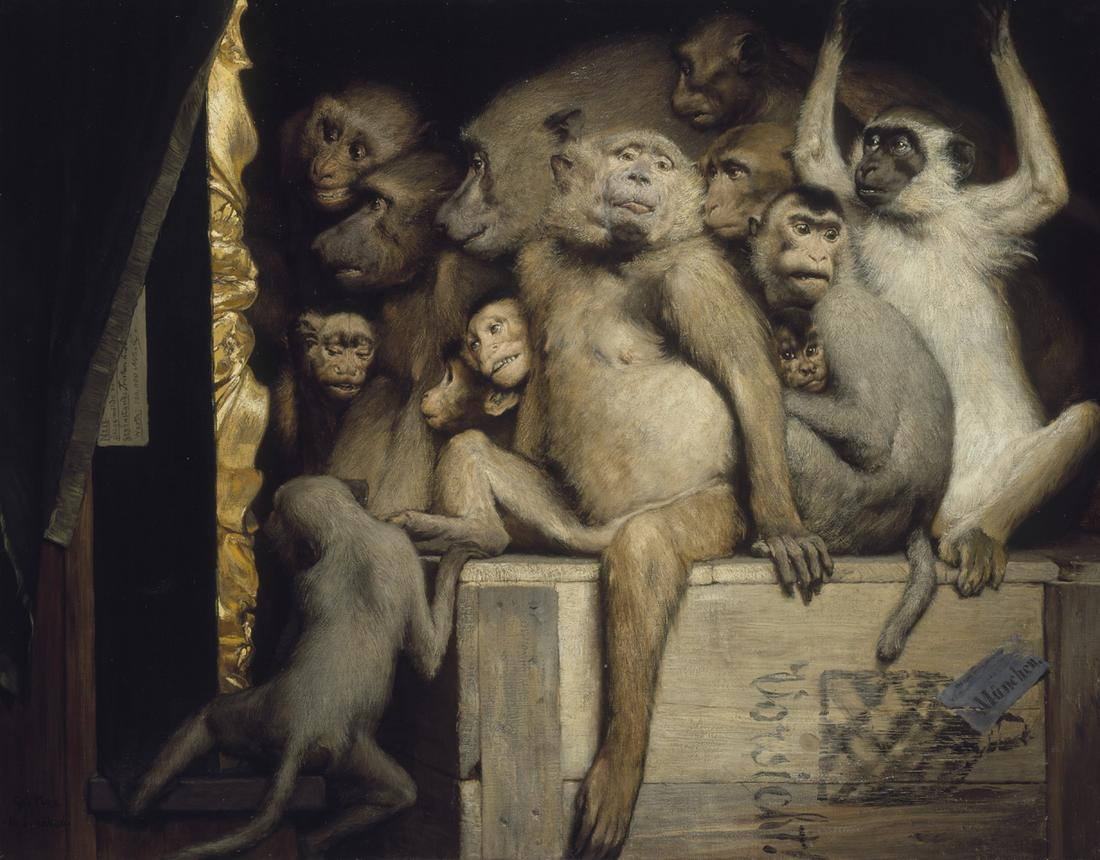
Affen als Kunstrichter (1889), Öl auf Leinwand, 84,5 × 107,5 cm, Neue Pinakothek München

Eine Sonderstellung in Max’ Werk haben seine Affenbilder, die beim Publikum schon zu seinen Lebzeiten besonders beliebt waren und bis in die Gegenwart geblieben sind. Aus seinem Interesse für Anthropologie, Zoologie und Darwinismus entsprang auch seine künstlerische Beschäftigung mit Tieren, besonders Affen. Er malte nach toten wie lebendigen Tieren. Das erste dokumentierte Gemälde eines Affen, Schmerzvergessen I, stammt aus dem Jahr 1871 und zeigt einen verstorbenen Orang-Utan. Häufig projizierte von Max menschliche Emotionen und Handlungsweisen auf die Affen, sie werden aus einer menschlichen Perspektive gezeigt und ihre Nachahmung als komisch zur Schau gestellt. Franziska Uhlig weist allerdings darauf hin, dass von Max sich in seinen Schriften der Problematik der Projektion menschlicher Verhaltensweisen auf Tiere kritisch bewusst war, und sein Interesse an den abgebildeten Affen frei von Despektierlichkeit war.
Das Gemälde Affen als Kunstrichter gilt als das berühmteste Bild von Max’. Es zeigt eine Gruppe von Affen, die ein eben ausgepacktes Bild betrachten. Das Bild selbst ist nicht zu sehen, nur ein Schild auf der Rückseite gibt den Titel (Tristan und Isolde) und den Verkaufspreis (100.000 Mark) preis. Dargestellt werden die Reaktionen der Affen, die ein ganzes Spektrum von Reaktionen menschlicher Kunstkritik zeigen. Durch die Karikatur auf menschliche Verhaltensweisen wird das Bild laut Karin Althaus ein „visuelles Äquivalent zur Gattung der Fabel.“ Die Darstellung der nächstverwandten Tierart lässt einen Vergleich mit dem Menschen zu und zeigt doch die Andersartigkeit, das „Nachäffen“ gelingt nie ganz und wird deshalb komisch. Das Gleiche gilt auch für das Gemälde Der Atelierbesuch.
Von Max’ Affendarstellungen sind zumeist liebevoll, haben aber auch eine moralische Komponente und kehren das Verhältnis von Mensch und Tier um. So zeigt er in Abelard und Heloise nicht nur ein innig vereintes Affenpärchen, sondern lässt sie das berühmte Liebespaar Petrus Abaelardus und Heloisa verkörpern, deren Beziehung an grundlegende Fragen der menschlichen Existenz rührt. Den Abstand zwischen den Arten sah von Max als gering an. In Affe vor Skelett studiert ein Affe mit einem wissenschaftlichen Interesse, das seinem eigenen gleichkommt, das Skelett eines Artgenossen. Und in Anthropologischer Unterricht kehrt er die Stellung der Arten um. Nun sind es die Affen, die den Menschen über eine Puppe studieren. Michael Tellenbach geht so weit, dass für von Max „die geliebten Tiere […] die ursprünglicheren, reineren Wesen“ waren „als die verbildeten, dekadenten, modernen Menschen“.

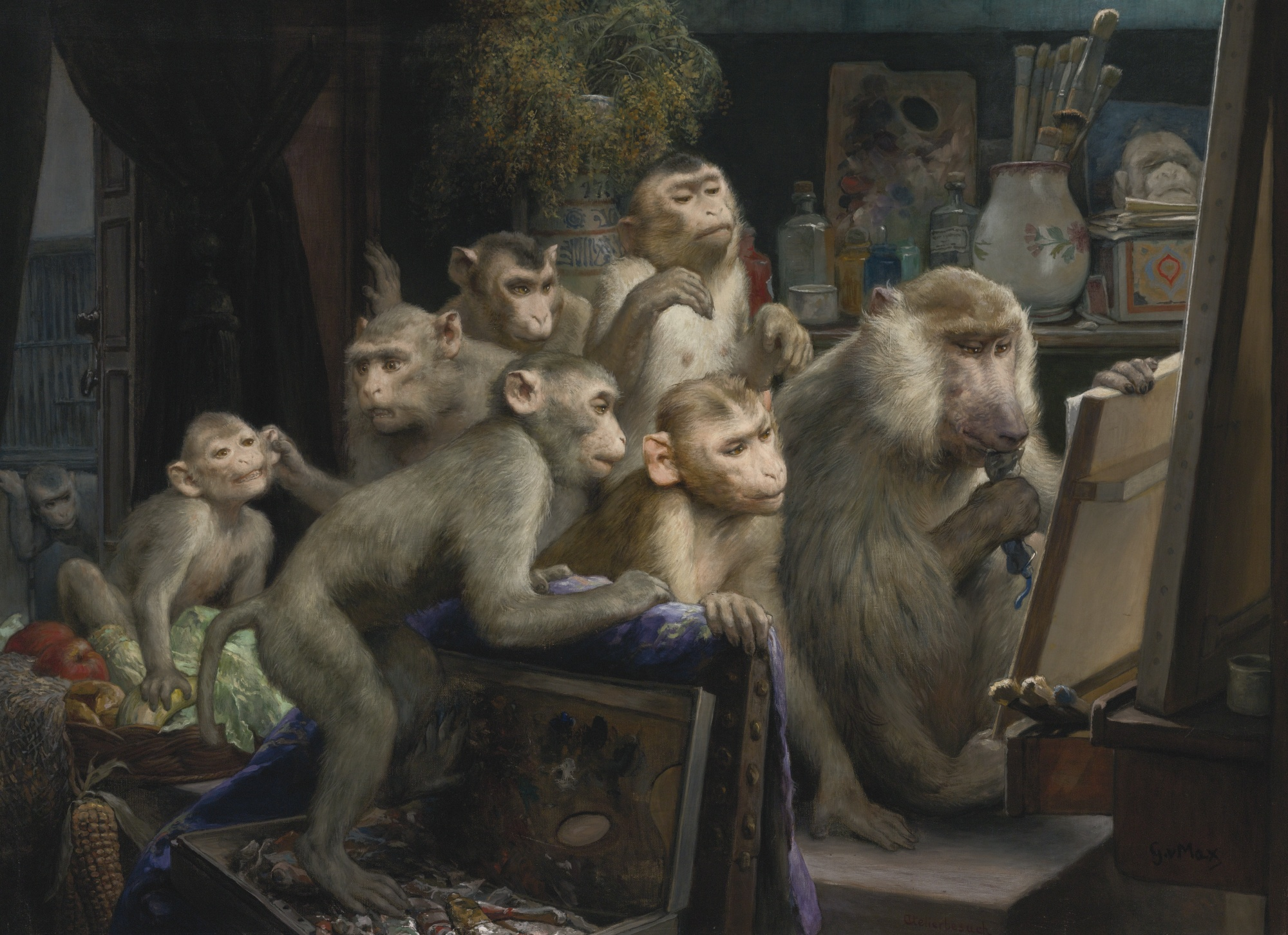
Der Atelierbesuch (1913), Öl auf Leinwand, 88 × 124 cm, Privatbesitz
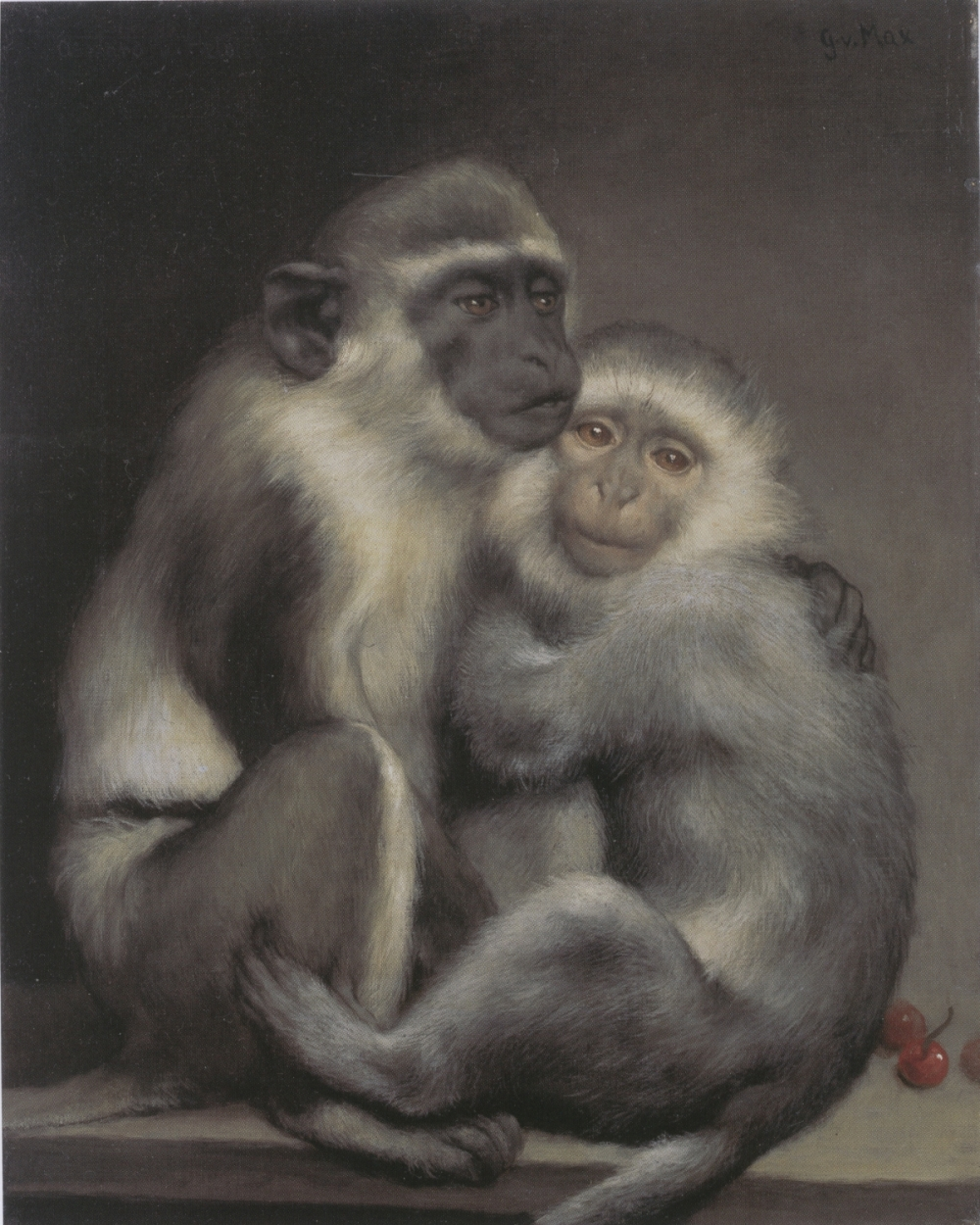
Abelard und Heloise (nach 1900), Öl auf Leinwand, 41 × 36 cm, The Daulton Collection, Los Altos Hills
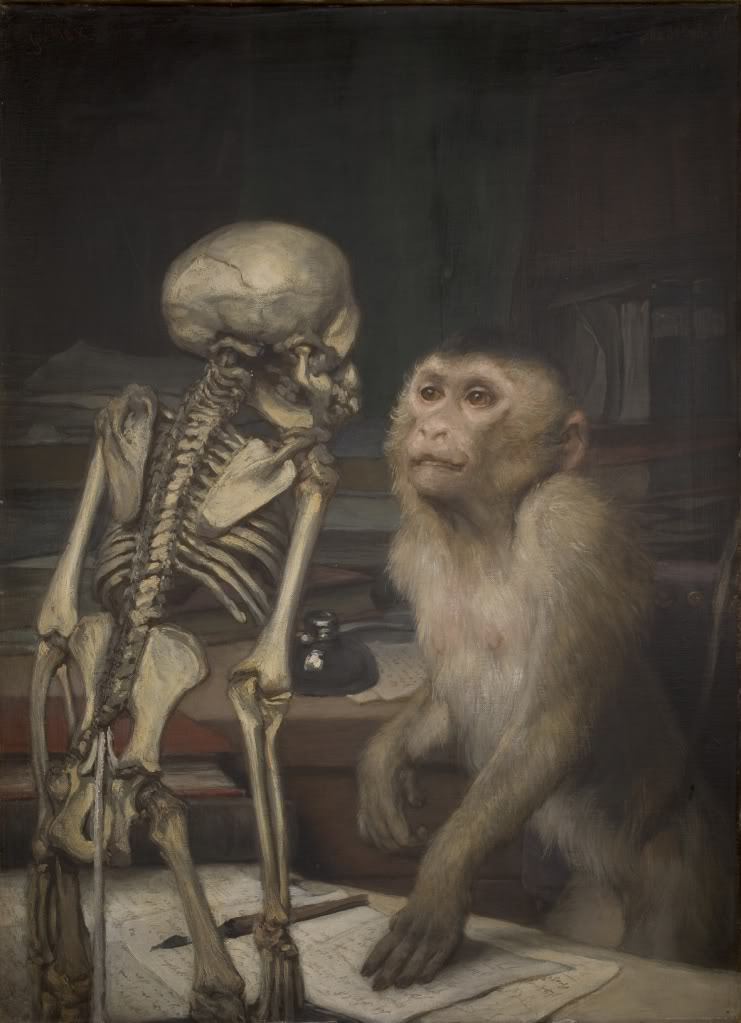
Affe vor Skelett (um 1900), Öl auf Leinwand, 61 × 44,5 cm, Privatbesitz
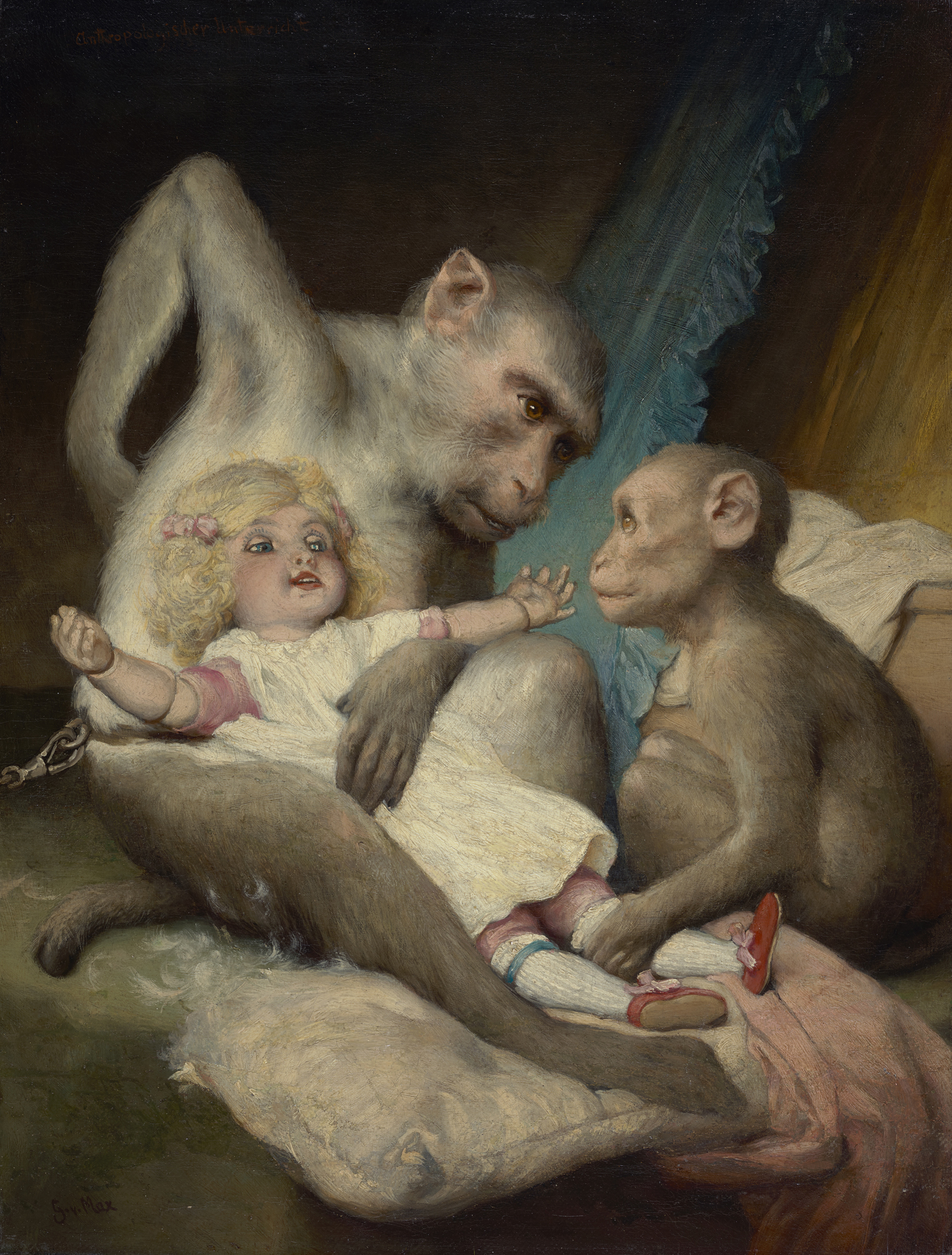
Anthropologischer Unterricht (nach 1900), Öl auf Leinwand, 59 × 46 cm, Städtische Galerie im Lenbachhaus München

## Wissenschaftliche Sammlung
Der Umfang der wissenschaftlichen Sammlung Gabriel von Max’ wird auf 60.000 bis 80.000 Objekte geschätzt, die er seit seiner Jugend zusammengetragen hat. Er spezialisierte sich früh auf naturkundliche Objekte, nicht auf Kunstgegenstände. Seit 1867 konzentrierte er sich vor allem auf die Frage nach dem Ursprung des Menschen. Die Sammlung gliederte sich in die Bereiche Zoologie, Anthropologie, Ethnologie und Prähistorie. Seit den 1870er Jahren lässt sich in Quellen eine intensive Sammlungstätigkeit nachweisen, der Aufbau von weltweiten Kontakten zu Forschern und Händlern und eine Ergänzung der eigenen Objekte durch Literatur und Fotografien. Der Amsterdamer Händler G. A. Frank beschrieb, eine „Leidenschaft wie […] von meinem guten Max ist mir niemals vorgekommen“. Das Sammeln wurde zunehmend zu seinem hauptsächlichen Lebensinhalt, für den er seine Professorentätigkeit aufgab und in den große Teile der Einnahmen durch seine Kunst flossen. Von Max rechtfertigte seine Sammelleidenschaft, die in den späteren Jahren immer belastender wurde, vor sich selbst: „Und dennoch bereue ich es nicht. Todtes Kapital kann man das nicht nennen was einen am Leben erhält. […] Niemand hat einen Begriff was es heist: seine Zeit ausfüllen wie ich. Das hat mich gesund erhalten und wenn ich sagen darf jung, denn in Wirthshäusern verwelkt man früh!“
Die Zoologische und Anthropologische Abteilung bildete das Kernstück der Sammlung und enthielt den Hauptteil der Objekte. Die zoologischen Exponate waren Skelette, Präparate und nachgebildete Plastiken von Tieren. Das größte Ausstellungsstück war das vollständige Skelett eines indischen Elefanten. Wegen von Max’ besonderem Interesse für Primaten nahmen Skelette und Präparate von Affen einen besonders großen Raum ein. Bei den anthropologischen Sammlungsobjekten handelte es sich um in Formalin eingelegte anatomische Präparate wie den Kopf einer „siamesischen Prinzessin“, Skelette, Schädel und Rekonstruktionen bis zu Mumien aus Südamerika. Die Sammlung von 318 verzeichneten Schädeln war sowohl in Größe als auch Qualität eine der wichtigsten Schädelsammlungen ihrer Zeit. Max hatte dabei weniger ein Interesse an anatomischen Abnormitäten, sondern an der „Vielgestaltigkeit“ menschlicher Schädel aus der ganzen Welt.
Die Ethnographische Abteilung bot einen Überblick auf das gegenwärtige Leben der außereuropäischen Völker Ende des 19. Jahrhunderts. Von Max formulierte den Anspruch: „international alles sammeln, was sich auf die Zeit der Menschwerdung“ beziehe. Dabei untergliederte er die Sammlung von rund 6000 Objekten in Erdteile und Kulturen. Er sammelte Objekte aus sämtlichen Lebensbereichen bis hin zu Modellen von Behausungen und Booten. Dabei zeigte er ein besonderes Interesse für Arbeitsgeräte und Werkzeuge, aber auch für zeremonielle und künstlerische Objekte wie Masken oder Schnitzereien. Er erwarb Teile der Sammlung des Missionars Andreas Koller von der Kongo-Mündung oder des Forschers Richard Payer vom Amazonas. Der zeitgenössische Gutachter Karl Weule bezeichnete von Max’ Sammlung als „Grundstock eines ethnographischen Museums“, der so nicht wieder zu beschaffen sei.
Die Prähistorische oder Urgeschichtliche Abteilung enthält Objekte aus einem Großteil der bedeutenden archäologischen oder paläontologischen Fundstellen seiner Zeit. Dazu gehören etwa Pferdezeichnungen aus Laugerie-Basse in der Dordogne, die auf das Schulterblatt eines Rentiers graviert waren, oder Fundstücke aus Moulin Quignon, darunter ein Abbevillien-Faustkeil, der direkt auf den Archäologie-Pionier Jacques Boucher de Perthes zurückzuführen war. Die Fossilien-Sammlung reichte von Knochen und Zähnen von Mammuts bis zu Schädeln von Riesenhirschen, Auerochsen und Höhlenbären.
Es war der Wunsch des Künstlers, die Sammlung nach seinem Tod in Deutschland zu belassen und gebündelt zu erhalten. Aufgrund der hinterlassenen Verbindlichkeiten musste die Familie sie jedoch bald darauf verkaufen. 1917 gelang es der Stadt Mannheim, die Sammlung für 265.000 Mark komplett anzukaufen. Carl Schuchhardt nannte die Sammlung in diesem Zusammenhang die „interessanteste und reichste Privatsammlung auf wissenschaftlichem Gebiet seit Goethes Tod“. 1935 gingen mehrere hundert Objekte der Schädelsammlung im Rahmen eines Sammlungsaustausches an die Albert-Ludwigs-Universität Freiburg. Nach dem Zweiten Weltkrieg galten sie als verschollen. Ende 2008 wurde bekannt, dass die Max’sche Sammlung in die Alexander-Ecker-Schädelsammlung eingegliedert worden war und nach wie vor besteht.
Max’ Sammlungen befinden sich heute im Besitz der Reiss-Engelhorn-Museen in Mannheim. Die Museen arbeiten die Sammlungen als eigenständiges Konvolut auf. Das German Mummy Project untersucht einzelne Ausstellungsstücke, etwa aus der Schädelsammlung. Im Jahr 2009 waren Teile in der Ausstellung Darwin. Kunst und die Suche nach den Ursprüngen in der Schirn Kunsthalle Frankfurt zu sehen. Für den zentralen Raum der Ausstellung wurden Vitrinen der Max’schen Sammlung rekonstruiert. Teile der Sammlungen wurden 2010/2011 in die Ausstellung Gabriel von Max. Malerstar, Darwinist, Spiritist im Lenbachhaus München integriert, die sich allen Fecetten von Max’ Schaffen widmete. Exponate der Schädelsammlung wurden im Rahmen der Ausstellung Schädelkult. Kopf und Schädel in der Kulturgeschichte des Menschen 2011/2012 in den Reiss-Engelhorn-Museen gezeigt.

## Künstlerische Rezeption
Die amerikanische Schauspielerin Gloria Swanson war eine Bewunderin der Bilder von Gabriel von Max. Ihre Szene in einer Löwengrube im Film Male and Female (1919, deutsch: Zustände wie im Paradies) ist dem Gemälde Die Löwenbraut (1875) nachempfunden, dessen Druck sie schon aus ihrer Kindheit kannte. Die Filmkulisse orientierte sich an einem zweiten Gemälde mit dem Titel Letzter Gruß. Das Bild gilt als von Max’ berühmtestes Gemälde in den Vereinigten Staaten.

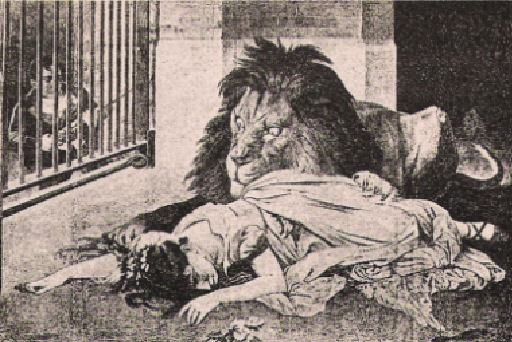
Die Löwenbraut (1875) in einer Reproduktion auf Veltees Stadtpanoptikum um 1890, Verbleib des Originals unbekannt
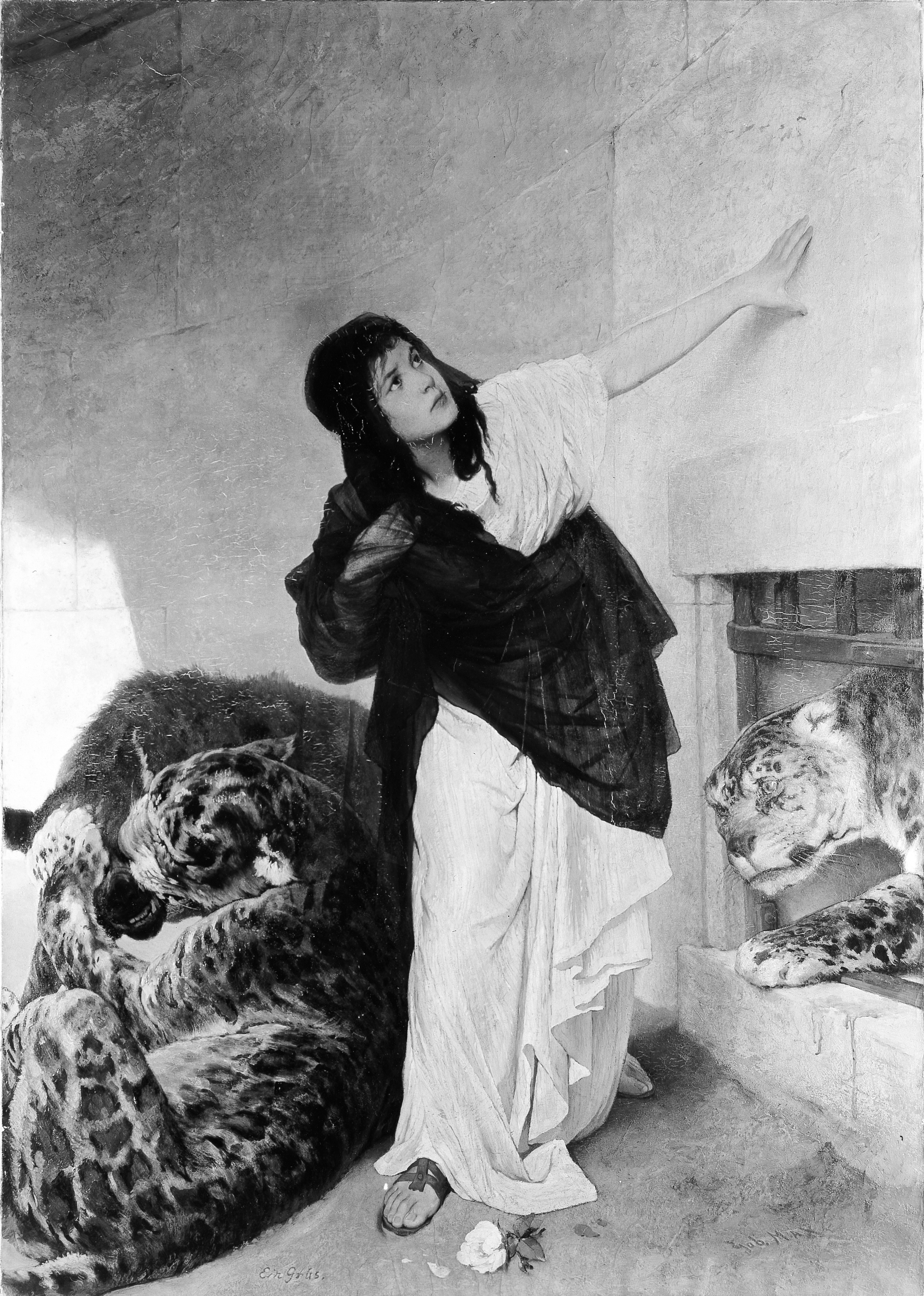
Letzter Gruß (vor 1876), Öl auf Leinwand, 171,5 × 119,4 cm, Metropolitan Museum of Art New York

Anta Helena Reckes Bühnenperformance Die Kränkung der Menschheit (Uraufführung an den Münchner Kammerspielen 2019) nahm Bezug auf von Max’ Gemälde Affen als Kunstrichter, über das doziert wurde, ohne dass es auf der Bühne zu sehen war. Bei Anita Vulesicas Inszenierung der Raub der Sabinerinnen am Akademietheater in Wien 2023 war es Teil des Bühnenbildes.

## Auszeichnungen und Widmungen
Im Jahr 1873 wurde Max zum Ehrenmitglied der Königlichen Akademie der Bildenden Künste München ernannt und am 17. November 1878 zum ordentlichen Professor für Historienmalerei und religiöse Stoffe berufen. Den Titel eines Professors behielt er auch nach seiner Enthebung vom Amt 1883 bei. Im Jahr 1895 wurde Max der Bayerische Maximiliansorden für Wissenschaft und Kunst verliehen. Im Jahr 1900 erhielt Max die Ehrendoktorwürde der Philosophischen Fakultät der Friedrich-Schiller-Universität Jena. Am 23. August 1900 wurde Max in den Adelsstand erhoben und durfte sich fortan Gabriel Cornelius Ritter von Max nennen.
In München (Stadtteil Harlaching) und Berlin (Ortsteil Friedrichshain) gibt es Gabriel-Max-Straßen. Der Gabriel-von-Max-Denkmalpreis des Schutzverbandes des Ostufers des Starnberger Sees wurde nach ihm benannt.